# A Farkasréti temető nevezetes halottainak listája
Ezen a lapon a Farkasréti temető nevezetes halottainak listája található, családi név szerinti betűrendben, születési és halálozási évvel, a sírhely pontos megjelölésével kapcsos zárójelben. , 
| Ábécé szerinti tartalomjegyzék                                                                           |
| --- |
| A, Á B C Cs D Dz Dzs E, É F G Gy H I, Í J K L Ly M N Ny O, Ó Ö, Ő P Q R S Sz T Ty U, Ú Ü, Ű V W X Y Z Zs |

## A, Á

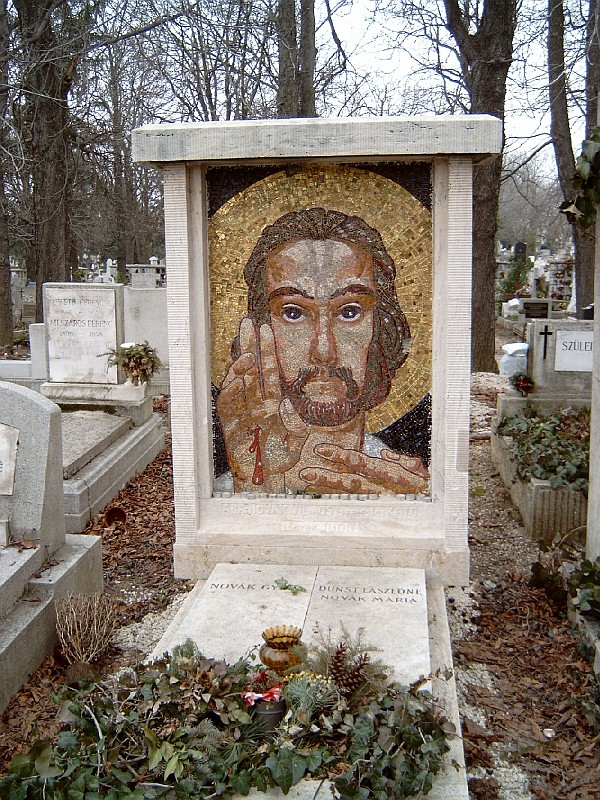
Aba-Novák Vilmos

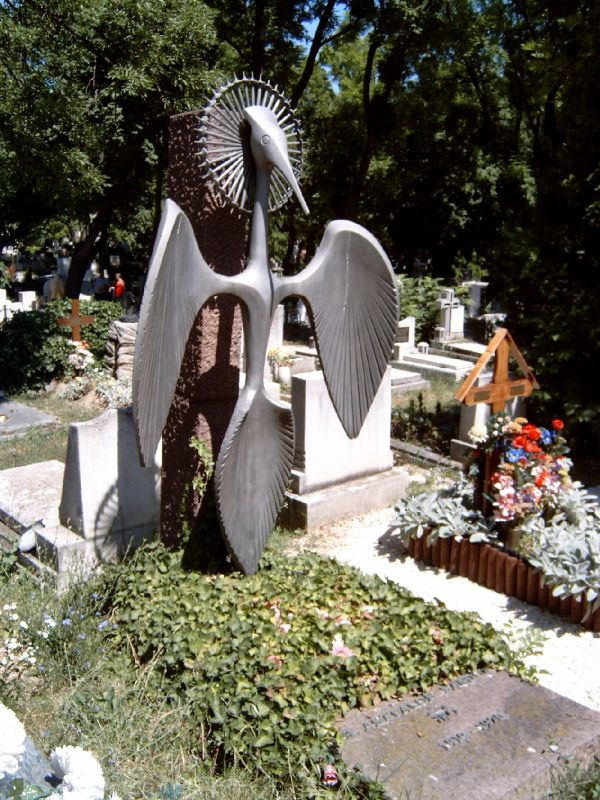
Asztalos Sándor

- Aba-Novák Vilmos (1894–1941) festő, grafikus [40-1-60]
- Aczél György (1917–1991) politikus [48/3-2-6/7]
- Adler Zsigmond (1901–1982) ökölvívó, edző [26/1-9-2]
- Ágai Karola (1927–2010) opera-énekesnő [25/I-1-72]
- Agárdy Gábor (1922–2006) a nemzet színésze [19/1-1-1-14]
- Aggházy Kamil (1882–1954) katonai író [36/2-2-6]
- Ajtay Andor (1903–1975) színész, rendező [25-1-79]
- Alexits György (1899–1978) matematikus, az MTA tagja [20. (Kodály) körönd, Urnaház, 3-as számú fülke]
- Ambrus Miklós (1933–2019) olimpiai bajnok vízilabdázó
- Ambrus Tamás (1964–2015) válogatott vízilabdázó
- Ancsel Éva (1927–1993) filozófus, költő, esszéíró, egyetemi tanár, az MTA tagja [6/17-1-82]
- Andorai Péter (1948–2020) a nemzet színésze [25]
- Antal Imre (1935–2008) zongoraművész, televíziós személyiség, színész, humorista [10/1-1-38]
- Antal István (1909–1978) zongoraművész, zenepedagógus, főiskolai tanár [19/2-1-108]
- Antall József (1896–1974) politikus [26/1-1-64]
- Antoni Ferenc (1928–1991) orvos, biokémikus, MTA tagja [1-2-169]
- Apáthi Imre (1909–1960) színész, rendező [41-1-161]
- Apró Antal (1913–1994) politikus [12/2-1-40]
- Arányi Mária (Huszka Jenőné; 1897–1977) író [41-1-19/20]
- Árkay Aladár (1868–1932) műépítész, iparművész, festő [33/3-1-13]
- Árkay Bertalan (1901–1971) építész [11/2-1-279]
- Árkus József (1930–1992) újságíró, humorista, konferanszié [60-1-128]
- Asboth Oszkár (1891–1960) mérnök, a repülés úttörője [41-1-139]
- Ascher Oszkár (1897–1965) színész [39-2-12]
- Aszlányi Károly (1908–1938) író, színműíró, újságíró [15-1-146]
- Asztalos Sándor (1919–1970) költő, zenekritikus, esztéta [10/1-1-158]

## B

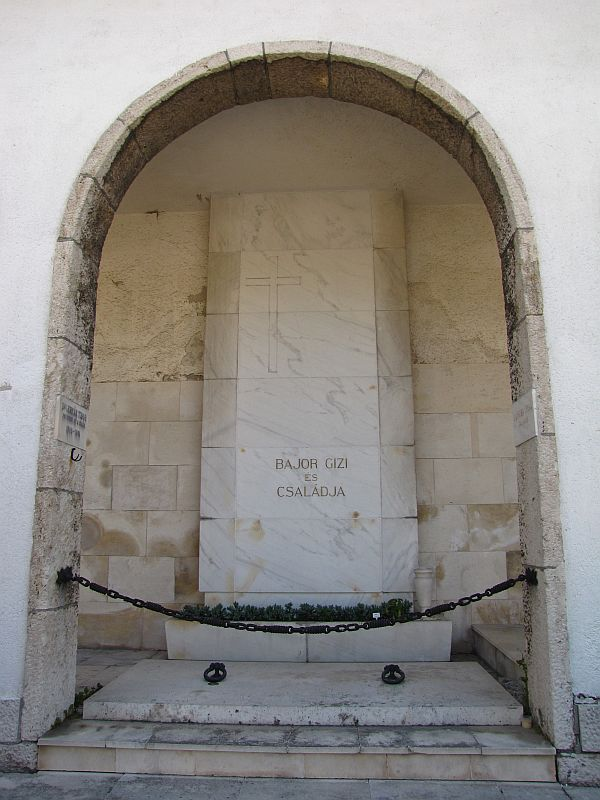
Bajor Gizi

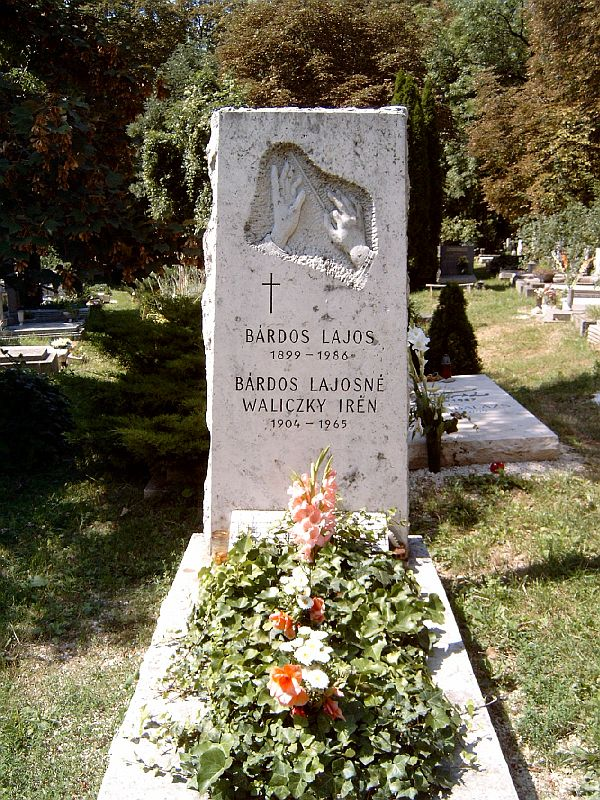
Bárdos Lajos

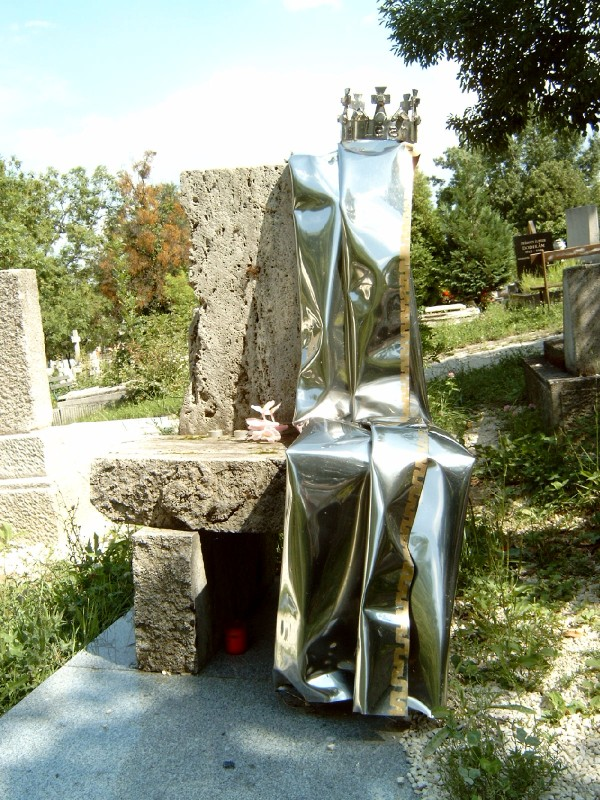
Básti Lajos

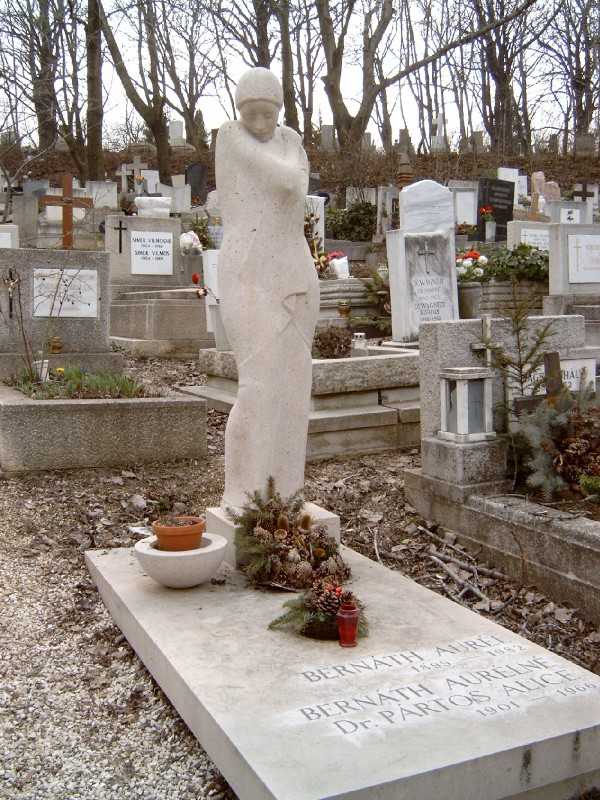
Bernáth Aurél

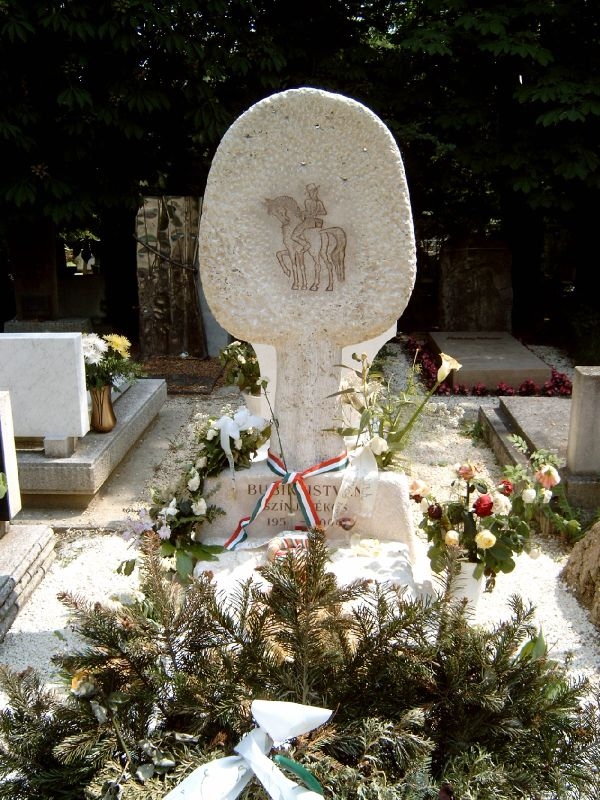
Bubik István

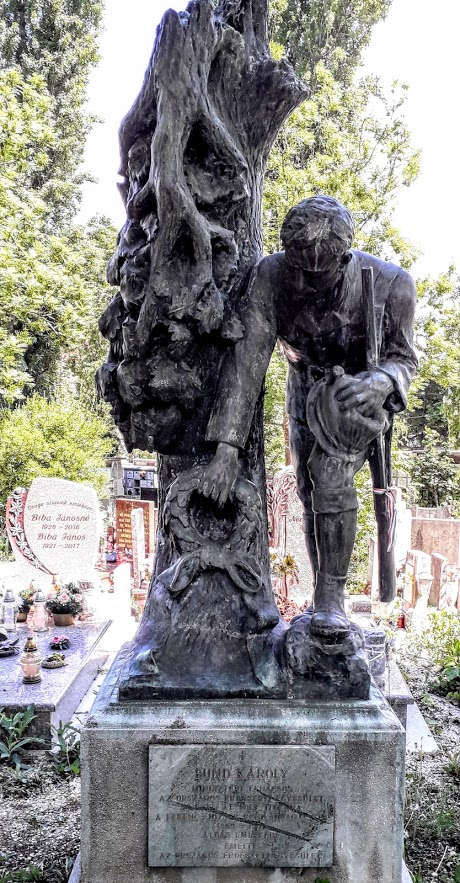
Bund Károly

- Bács Ferenc (1936–2019) színművész
- Bacsó Péter (1928–2009) filmrendező [607-34]
- Badiny Jós Ferenc (1909–2007) történetíró, nyelvész, sumerológus, vallásalapító [942/2-1-105]
- Bágya András (1911–1992) zeneszerző [25-4-61/1]
- Bajomi Lázár Endre (1914–1987) író, műfordító, szerkesztő, irodalomtörténész [2-1-255]
- Bajor Gizi (1893–1951) színésznő [501-11 sírbolt]
- Bajor Imre (1957–2014) színész [25, GPS-koordináta: N47.48411 E19.00015]
- Baktay Ervin (1890–1963) festő [608-195]
- Balázs János (1914–1989) nyelvész, filológus, egyetemi tanár, művelődéstörténész, lexikográfus, szótáríró [2/6-1-43/44]
- Balázs József (1944–1997) író [7/3-1-82]
- Balázs Samu (1906–1981) színész [25-6-67]
- Bara Margit (1928–2016) színésznő [25]
- Barsiné Pataky Etelka (1941–2018) politikus, építőmérnök
- Bálint Endre (1914–1986) festő [24/3-1-18]
- Bálint Lajos (1886–1974) író [25-2-33]
- Balla Demeter (1931–2017) fotóművész
- Baló György (1947-2019) Joseph Pulitzer-emlékdíjas, Prima Primissima-, Rózsa Ferenc- és Balázs Béla-díjas televíziós újságíró
- Balsai István (1947–2020) ügyvéd, országgyűlési képviselő, miniszter, alkotmánybíró
- Bán Frigyes (1902–1969) filmrendező [6/13-1-49]
- Bánffy György (1927–2010) színész [25-9-11]
- Bánhidi László (1906–1984) színész [28/1-1-28]
- Bánki Donát (1859–1922) gépészmérnök, feltaláló [47/2-1-7/8]
- Bárányos Károly (1892–1956) jogász, mezőgazdász, politikus, országgyűlési képviselő, miniszter [30/2-1-53]
- Bárczi Gusztáv (1890–1964) orvos, gyógypedagógus [608-305]
- Bárczy Kató (1921–1989) színésznő [28-1-195/196]
- Bárdos Artúr (1882–1974) színrendező, rádiós és filmrendező, esztéta, egyetemi tanár, író, költő, műfordító, dramaturg, szakíró [27-5-58]
- Bárdos Lajos (1899–1986) zeneszerző [25-7-51]
- Baronits Zsolt (1944–1999) szaxofonos [35-4-19]
- Baros Gyula (1876–1936) irodalomtörténész, az MTA tagja [11/1-1-342]
- Baróti Dezső (1911–1994) irodalomtörténész [60/21-87]
- Barta György (1915–1992) geofizikus, az MTA tagja [20. (Kodály) körönd, Urnaház, 31-es számú fülke]
- Bartha Adorján (1923–1996) állatorvos, az MTA tagja [20. (Kodály) körönd, Urnaház, 36-os számú fülke]
- Bartók Béla (1881–1945) zeneszerző, zongorista [60/1-főút-9/12]
- Bartucz Lajos (1885–1966) antropológus [5-1-363]
- Basilides Zoltán (1918–1988) színész [22/1-1-14]
- Básti Lajos (1911–1977) színész [22/1-1-74]
- Báthory Nándorné (1864–1932) írónő
- Báthy Anna (1901–1962) opera-énekesnő [1-1-415/416]
- Baticz Levente (1941–2000) festő, grafikus [35/1-1-66]
- Batthyány Gyula, gróf (1887–1959) festő [1-2-158]
- Bauer Gyula (1862-1940) magyar zsidó vezérőrnagy, az első világháború egyik kiemelkedő harctéri parancsnoka.
- Baumgartner Alajos (1865–1930) tudománytörténész, pedagógus, szakíró, zenetörténész, művészettörténész [43-1-85]
- Bécsy Tamás (1928–2006) színháztörténész
- Bedécs Sándor (1929-1981) belsőépítész, iparművész 36/1- 1 - 119
- Békeffi István (1901–1977) színműíró, kabarészerző [8/1-1-268]
- Békés András (1927–2015) rendező [25]
- Békés Rita (1925–1978) színésznő [25-1-62]
- Belák András (1914-1997) rajztanár, festő [UJ9/0/2]
- Béldy Alajos (1889–1946) vezérezredes, diplomata, úszó, vízilabdázó, sportíró, sportvezető [Hv2/4-3/4]
- Bella István (1940–2006) költő [6/7-1-91]
- Belyó Pál István (1917–2009) mesterszakács[1]
- Bély Mihály (1863–1920) iskola igazgató [46/7-1-24/25]
- Bence György (1941–2006) filozófus, egyetemi tanár, politikai tanácsadó
- Benda Kálmán (1913–1994) történész [6/2-1-110]
- Bende Zsolt (1926–1998) operaénekes [1-2-154]
- Benedek István (1915–1996) orvos, író [60/1-főút-6]
- Benjámin László (1915–1986) költő [28/2-1-41]
- Benkhard Ágost (1882-1961) festőművész [1-1-267]
- Benkó Sándor (1940–2015) zenész, klarinétos, villamosmérnök
- Benkő Loránd (1921–2011) nyelvész, az MTA tagja [20. (Kodály) körönd, Urnaház, 2-es számú fülke]
- Beöthy László (1873–1931) színházigazgató [33/1-1-29]
- Bér Dezső (1875–1924) festő [1/4-1-45/46]
- Berény Róbert (1887–1953) festő, [21/1-25/26]
- Béres Ferenc (1922–1996) nótaénekes [25-2-18/1]
- Berinkey Dénes (1871–1944) politikus, miniszterelnök (1919, 2 hónap) [28-1-67/68]
- Berki Krisztián (1980–2022) médiaszereplő [31]
- Bernáth Aurél (1895–1982) festő [21/1-2-16]
- Bertha Bulcsu (1935–1997) író [10/1-1-322]
- Bessenyei Ferenc (1919–2004) színész [21/1-1-73/74]
- Bicskei Bertalan (1944–2011) labdarúgó
- Bilicsi Mária (1943–1994) színésznő [1/1-1-3]
- Bilicsi Tivadar (1901–1981) színész [1-2-454/455]
- Birkás Lilian (1916–2007) opera-énekesnő [25-1-53]
- Birtalan Balázs (1969–2016) író, költő, melegjogi aktivista
- Bod Teréz (1926–2000) színésznő [25-5-72]
- Bodola Lajos (1859–1936) mérnök, geodéta [5/4-1-3]
- Bognár Géza (1909–1987) villamosmérnök [20. (Kodály) körönd, Urnaház, 20-as számú fülke]
- Bóka László (1910–1964) író, költő, esszéíró, irodalomtörténész, egyetemi tanár, államtitkár [611-26]
- Bokros Birman Dezső (1889–1965) szobrász, festő [33/3-1-20]
- Boldizsár István (1897–1984) festő [24/1-1-39]
- Boldizsár Iván (1912–1988) író [22/1-1-62]
- Bolgár József (1928–1986) festő [1/1-1-3]
- Bóna István (1930–2001) régész [6/2-1-105]
- Boncz Géza (1944–2000) humorista [32/1-1-8]
- Boncza Berta (1894–1934) költőnő (Csinszka) [7/4-1-25]
- Bor Pál (1882–1982) festő, szobrász [34/2-2-33]
- Boros Ádám (1900–1973) botanikus [27-6-10]
- Boross Géza (1886–1955) színész, komikus, kabarészínész [28/2-1-40]
- Borsos István József (1904–1936) rajztanár, festő- és szobrászművész [8/3–1-125/126]
- Borsos József (1901–1981) építészmérnök, urbanista, egyetemi tanár [32/2-1-99]
- Borsos László (1903–1975) Ybl Miklós-díjas építészmérnök, építészettörténész, műemlék-restaurátor [8/3–1-125/126]
- Borsos Miklós (1906–1990) szobrász [20/2-1-929/930]* Botskor Lóránt (1896-1976) Embermentő csendőr alezredes 1944-ben Marosvásárhelyen. (37/1-II-1-48)
- Botskor Lóránt (1896-1976) Embermentő csendőr alezredes 1944-ben Marosvásárhelyen. (37/1-II-1-48) Védett sír 2014.
- Bozay Attila (1939–1999) zeneszerző [25-5-23]
- Bozsik József (1925–1978) olimpiai bajnok labdarúgó [36/1-1-55]
- Böhm Rezső (1884–1933) csehszlovákiai magyar politikus, szenátor (F 10/1)
- Brodszky Dezső (1910–1978) gépészmérnök, egyetemi tanár [19/2-1-54]
- Bubik István (1958–2004) színész [25-2-54]
- Buday Kálmán (1863–1937) patológus, egyetemi tanár, intézetigazgató [7/2-1-7]
- Bulla Elma (1913–1980) színész [25-1-52]
- Bund Károly (1869-1931) erdőmérnök, miniszteri tanácsos, főerdőtanácsos [43-1-80]
- Burschits Ferenc (1852-1911) királyi tanácsos [1-39/40]
- Buttykay Ákos (1871–1935) zeneszerző [33/2-1-12]
- Buttykay Emmi (1911–1957) színésznő [33/2-1-12]
- Buzágh Aladár (1895–1962) kémikus [20. körönd-2-11/12]

## C

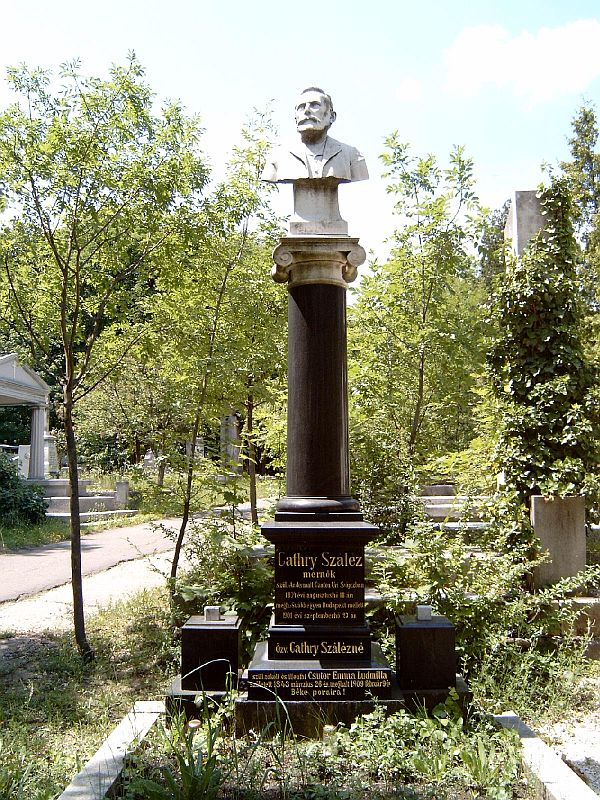
Cathry Szaléz Ferenc

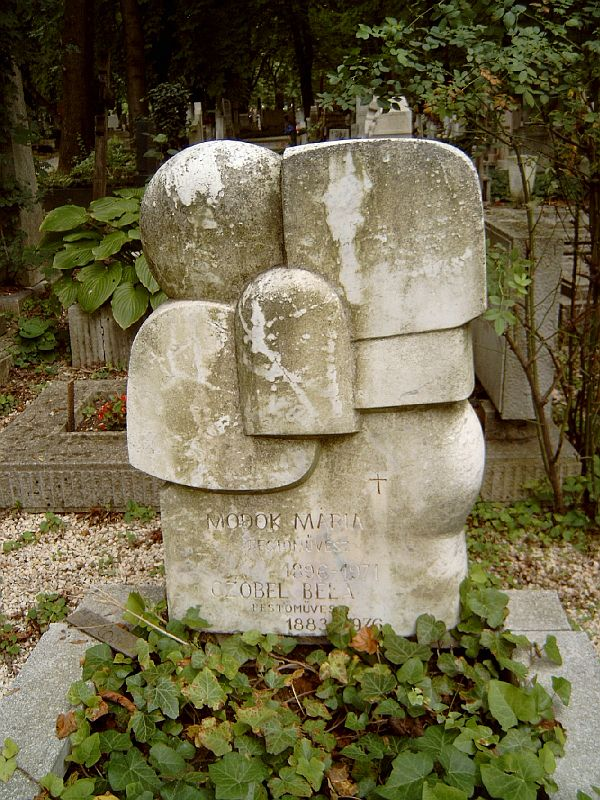
Czóbel Béla

- Cathry Szaléz Ferenc (1834–1901) mérnök [29-1-2. sarok]
- Czine Mihály (1929–1999) irodalomtörténész [6/2-1-82]
- Czinege Lajos (1924–1998) honvédelmi miniszter (1960–84) [1-2-251]
- Czóbel Béla (1883–1976) festő [1/4-1-39/40]

## Cs

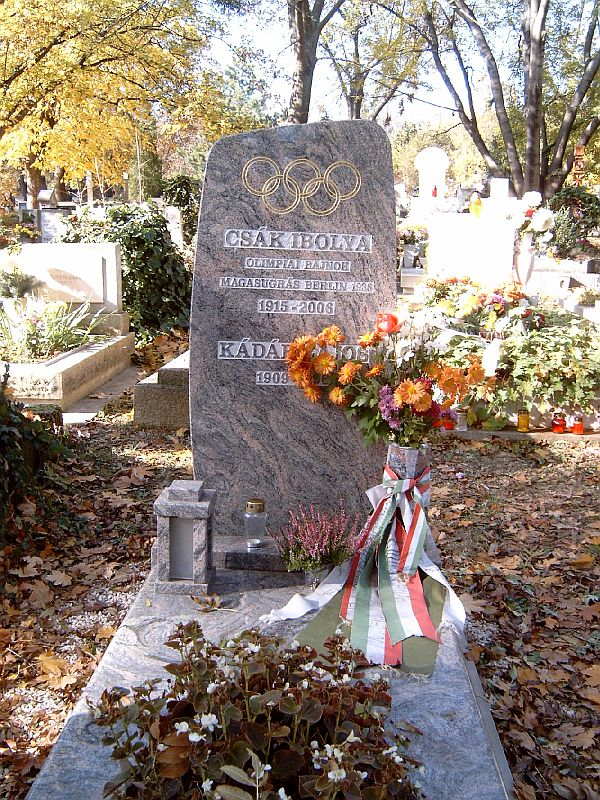
Csák Ibolya

- Csák Ibolya (1915–2006) olimpiai bajnok magasugró [7/8-1-862]
- Csákányi László (1921–1992) színész [60/4-2-33]
- Csanádi Árpád (1923–1983) labdarúgó, sportvezető, a Magyar Olimpiai bizottság főtitkára (1958–1983) [1-1-368/1]
- Csanády Frigyes (1841–1937) honvédtiszt, gyalogsági tábornok [(Schober-sírbolt) 29-1-1]
- Csányi László (1924–2005) karnagy [25-3-68]
- Császár Elemér (1891–1955) fizikus, radiológus, egyetemi tanár, az MTA tagja [3/1-2-13]
- Csatay Lajos (1886–1944) honvédelmi miniszter (1943–1944) [8/3-1-153/154]
- Csatordai Károly (1926–1972) jogász, diplomata, ENSZ-nagykövet (1962–1971) [1-1-373/374]
- Cseh Tamás (1943–2009) zeneszerző, énekes [33/3-2-42]
- Cselényi László (1951-2024) szerkesztő, rendező [25/3-1-39/40]
- Cselőtei László (1925–2012) kertészmérnök, az MTA tagja [20. (Kodály) körönd, Urnaház, 32-es számú fülke]
- Csemiczky Tihamér (1904–1960) grafikus, festő [1/1-1-25]
- Cserháti Zsuzsa (1948–2003) énekesnő [60/4-3-6]
- Csermák Tibor (1927–1965) grafikus, rajzfilmrendező [7/6-1-40]
- Cser Miklós (1947-2020) karmester, karnagy
- Csete György (1937–2016) építészmérnök, a nemzet művésze
- Csiki Ernő (1875–1954) entomológus, muzeológus [36/1]
- Csikós Nagy Béla (1915–2005) közgazdász, egyetemi tanár [6/A-1-48]

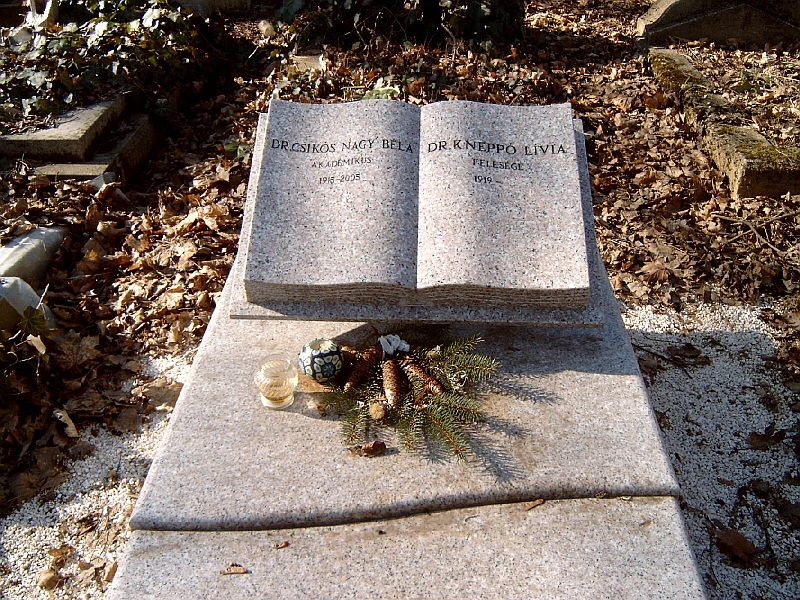
Csikós Nagy Béla

- Csikós Rózsi (1914–1991) színésznő [25-9-19]
- Csonka János (1852–1939) gépészmérnök, feltaláló [1-1-581/582]
- Csukás István (1936–2020) író, költő, a nemzet művésze
- Csűrös Zoltán (1901–1979) vegyészmérnök, az MTA tagja [20. (Kodály) körönd, Urnaház, 1-es számú fülke]

## D

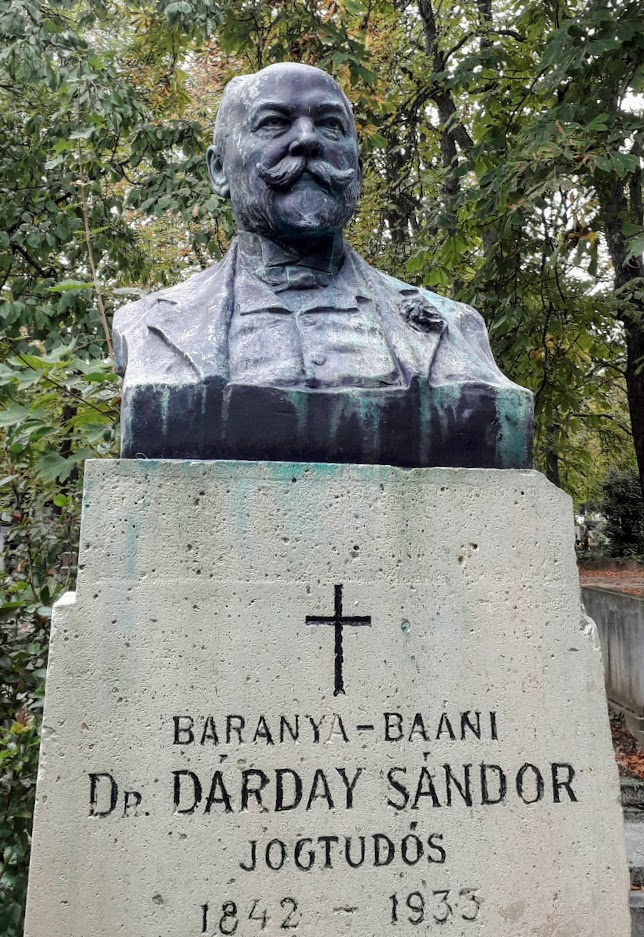
Dr. Dárday Sándor jogtudós

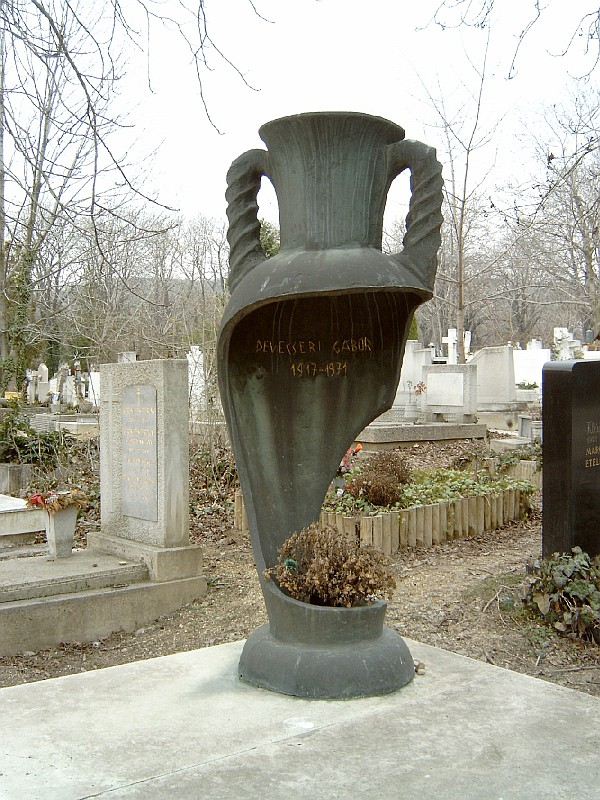
Devecseri Gábor

- D. Fehér Zsuzsa (Doroghy Miklósné; 1925–2001) művészettörténész, kritikus, szerkesztő, riporter, író [6/5-1-181]
- Dabóczi Mihály (1905–1980) szobrász [28/2-7-16]
- Dajka Margit (1907–1986) színész [22-2-31]
- Dallos Sándor (1901–1964) író, újságíró, közíró, forgatókönyvíró [44/6-2-6]
- Dalmady Zoltán (1888–1934) balneológus, biokémikus, főorvos, egyetemi tanár, művelődéstörténész [1-1-32]
- Dányi Dezső (1921–2000) statisztikus, demográfus, a KSH könyvtárának igazgatója [14-1-372]
- Darvas Gábor (1911-1985) zeneszerző [60/5-59]
- Darvas Szilárd (1909–1961) költő, humorista [1/4-2-24]
- Dárday Sándor (1842 - 1933) jogász, jogi szakíró, országgyűlési képviselő, címzetes államtitkár [41-1-125]
- Dávid Károly (1903–1973) építész [CC-300]
- Deák Ferenc (Bamba) (1922–1998) labdarúgó [1-1-465/466]
- Dégen Imre (1910–1977) mérnök, Országos Vízügyi Hivatal elnöke (1968–75) [25-1-33]
- Demeter Hedvig (1926–1981) színésznő [36/2-1-135]
- Déri János (1951–1992) publicista, riporter [25-3-62/1]
- Déry Tibor (1894–1977) író [22-1-197]
- Dévay Camilla (1922–1998) színésznő [20/2-1-850]
- Devecseri Gábor (1917–1971) költő [25-1-1/2]
- Diera Benő (1876–1960) kertész, pomológus, akadémiai tanár [28/2-1-32]
- Diószegi Vilmos (1923–1972) néprajzkutató [11/1-1-450]
- Ditrói Mór (1851–1945) színész, színházigazgató [19/1-1-171]
- Dobos C. József (1847–1924) szakácsmester, a dobostorta atyja [1/6-1-62]
- Dolgos János (1929–1978) újságíró, közíró, rádiós szerkesztő [19/2-1-37]
- Domján Edit (1932–1972) színész [27-5-54]
- Donáth György (1904–1947) politikus [10/1-1-1]
- Dornbach Alajos (1936-2021) jogász
- Dögei Imre (1912–1964) politikus, miniszter, országgyűlési képviselő [1-1-335]
- Dömölky János (1938–2015) filmrendező, egyetemi tanár
- Dömötör Zoltán (1935–2019) olimpiai bajnok vízilabdázó
- Drozdy Győző (1855–1970) politikus [19/1-1-83/84]
- Dudich Endre (1895–1971) zoológus [6/1-1-36]
- Durkó Zsolt (1934–1997) zeneszerző [25-2-60/1]
- Dutka Ákos (1881–1972) költő [N-554. fülke]
- Dümmerth Dezső (1925–1997) történész [7/6-1-109]

## E, É
- Edvi Illés Aladár (1870–1958) festő [22/1-1-56]
- Egri István (1905–1980) színész, rendező [25-1-50]
- Egyed László (1914–1970) geofizikus [6/1-1-33]
- Eisemann Mihály (1898–1966) zeneszerző [33/3-2-32]
- Eisenmayer Tibor (1943–1993) festő [56-1-27]
- Elbert János (1932–1983) irodalomtörténész [7/11-1-76]
- Elek Ilona (1907–1988) olimpiai bajnok vívó [60/8-1-591]
- Elekes Lajos (1914–1982) történész, az MTA tagja [20. (Kodály) körönd, Urnaház, 6-os számú fülke]
- El Kazovszkij (1948–2008) festő [5-1-413]
- Ember Győző (1909–1993) történész, az MTA tagja [7/6-1-71]
- Entz Géza (1913–1993) művészettörténész [3/1-2-46]
- Eötvös Péter (1944–2024) zeneszerző [60]
- Erdei Ferenc (1933–1986) építész [25-4-64]
- Erdey-Grúz Tibor (1902–1976) az MTA elnöke [6/1-1-75]
- Erdélyi Zsuzsanna (1921–2015) néprajztudós, a nemzet művésze
- Erdős Péter (1910–1990) közgazdász, az MTA tagja [20. (Kodály) körönd, Urnaház, 27-es számú fülke]
- Erdős Péter (1925–1990) jogász, menedzser [9/1-3-32]
- Escher Károly (1890–1966) fotográfus, fotóriporter, operatőr, szakíró [7/7-1-109]
- Esty Miklós (1895–1973) pápai világi kamarás, Actio Catholica orsz. alelnöke, Szent István Társulat delegált adminisztrátora [16-3-41]

## F

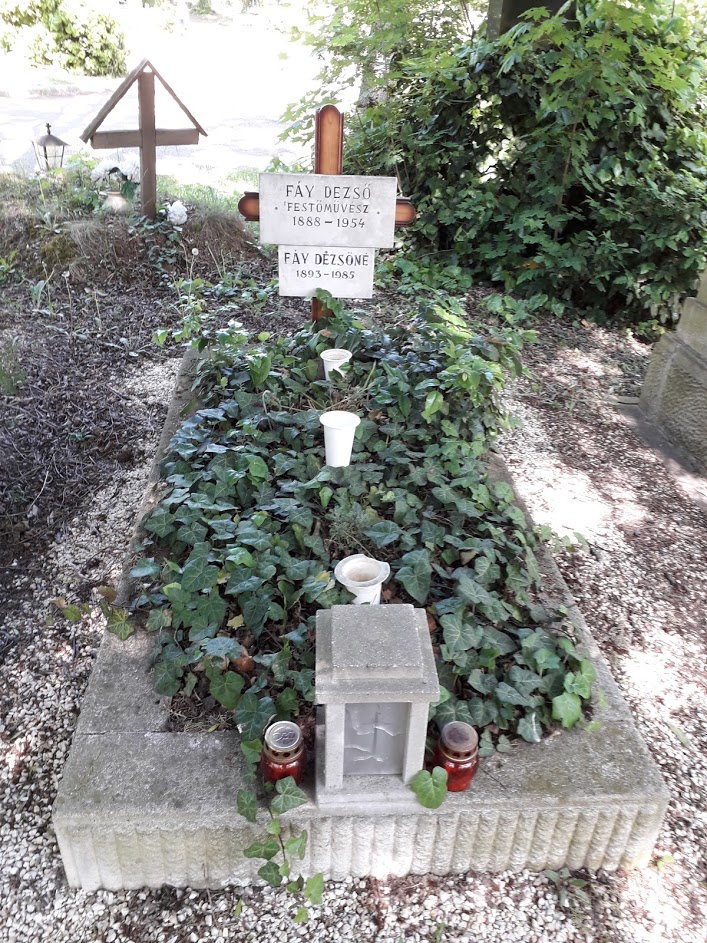
Fáy Dezső

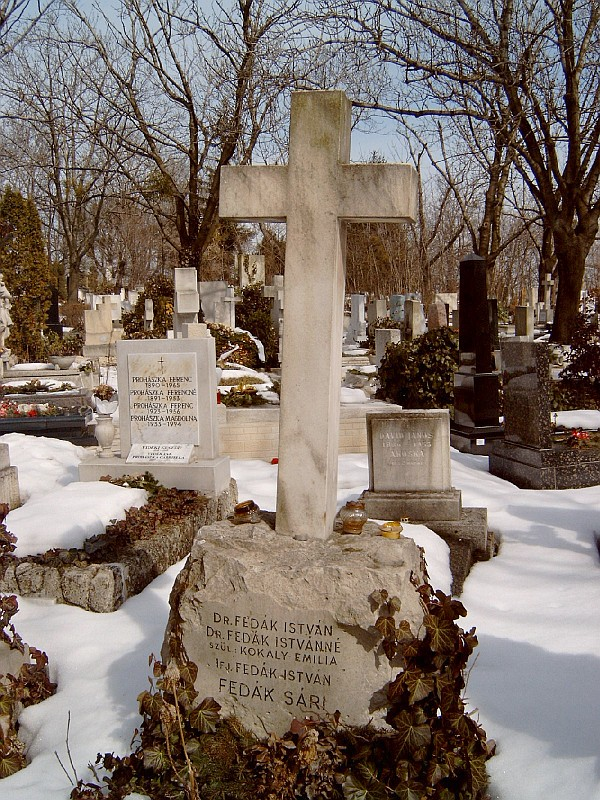
Fedák Sári

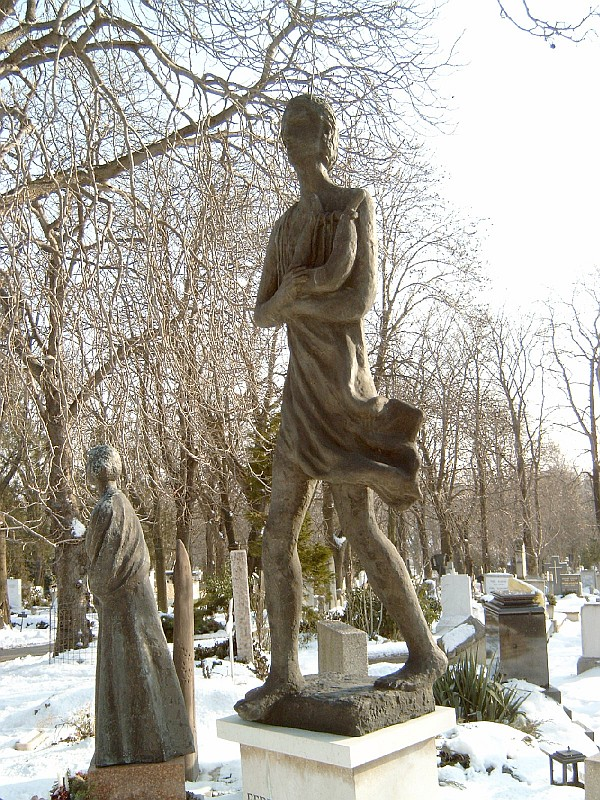
Ferencsik János

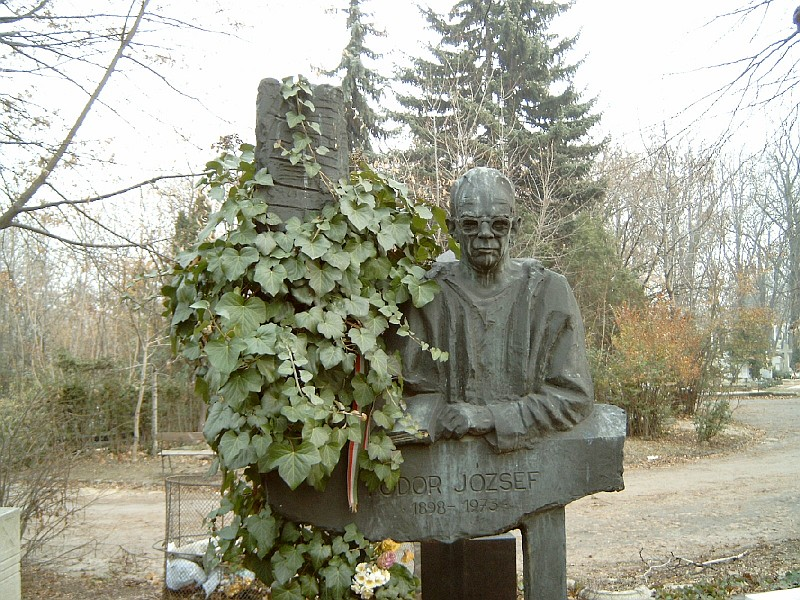
Fodor József

- Fábián Zoltán (1926–1983) író [5/IX-1-13]
- Fabini János Teofil (1791–1847) szemész [57-6-2]
- Fábri Zoltán (1917–1994) rendező, színész [32/2-1-159/G]
- Faragó András (1919–1993) operaénekes [31-1-105]
- Farkas Ferenc (1905–2000) zeneszerző [25-6-4]
- Farkas Imre (1879–1976) költő [35-12-56]
- Farkas Mihály (1904–1965) politikus, honvédelmi miniszter (1948–53) [Hv18-11-3]
- Fáy Aladár (1898–1963) festő [1/6-2-25]
- Fáy Dezső (1888–1954) festő [36/1-1-123]
- Fedák Sári (1879–1955) színész [28/1-1-35]
- Féja Géza (1900–1978) író [25-1-66]
- Fekete Sándor (1915–1972) református lelkész, újságíró, közíró [11/1-1-390]
- Fekete Tamás (1931–2007) szobrász [25-2-51]
- Fekete Zoltán (1911–1988) pedológus, agrogeológus, agrokémikus, főiskolai és egyetemi tanár [2/6-1-17/18]
- Feleki Kamill (1908–1993) színész [9/1-1-1/2]
- Fendrik Ferenc (1911–1985) író [25-1-52]
- Fényes Szabolcs (1912–1986) zeneszerző [25-9-19]
- Fenyő Miksa (1877–1972) író, műkritikus, esszéíró, közgazdász, jogász; publicista [6/19-1-109]
- Fenyvesi Csaba (1943–2015) háromszoros olimpiai bajnok vívó, orvos
- Fenyvessy Éva (1911–2009) színésznő
- Ferch Irma (Koszó Jánosné; 1903–1977) zeneszerző [19/2-1-47]
- Ferencsik János (1907–1984) karmester [25-10-13/14]
- Ferenczi Krisztina (1950–2015) színésznő, író, újságíró
- Fináczy Ernő (1860–1935) pedagógus, neveléstudós, neveléstörténész, MTA tagja, egyetemi tanár [8/2-1-77/78]
- Noel Haviland Field (1904–1970) amerikai köztisztviselő, szovjet kém és titkosügynök, a Rajk-per háttéralakja
- Finta Gerő (1889–1981) költő, műfordító, műkritikus [19/2-1-95]
- Fischer Annie (1914–1995) zongorista [6/1-1-26]
- Fischer Antal (1901–1979) reumatológus, patológus, fiziológus, egyetemi tanár, főorvos, szakíró [19/2-1-83]
- Fischer József (1901–1995) építész [60/21-113]
- Fodor András (1929–1997) költő [10/1-1-74]
- Fodor József (1898–1973) költő [7/2-1-21/22]
- Fonó Renée (1908–1975) gyermekgyógyász, radiológus, egyetemi docens [23/1-1-210]
- Fónyi Géza (1899–1971) festő, iparművész [11/1-1-294]
- Forrai Miklós (1913–1998) karnagy [25-10-11/12]
- Földes Éva (1914–1981) történész [20. (Kodály) körönd, Urnaház, 6-os számú fülke]
- Földes Gábor (1950–2003) jogtudós, pénzügyi jogász, egyetemi docens, tanszékvezető [23/1-1-3]
- Földes László (1934–1980) néprajzkutató [21/2-1-78]
- Franz Károly (1870–1952) karmester [21/2-8-14]
- Frank Frigyes (1890-1976) festőművész [1-2/25]
- Fülep Ferenc (1919–1986) klasszika-archeológus, muzeológus, régész [24/1-1-29]
- Fülöp Viktor (1929–1997) balett-táncos [31-1-107]
- Fülöp Zsigmond (1935–2014) színész
- Füst Milán (1888–1967) író, költő [607-17. templom fülke]

## G

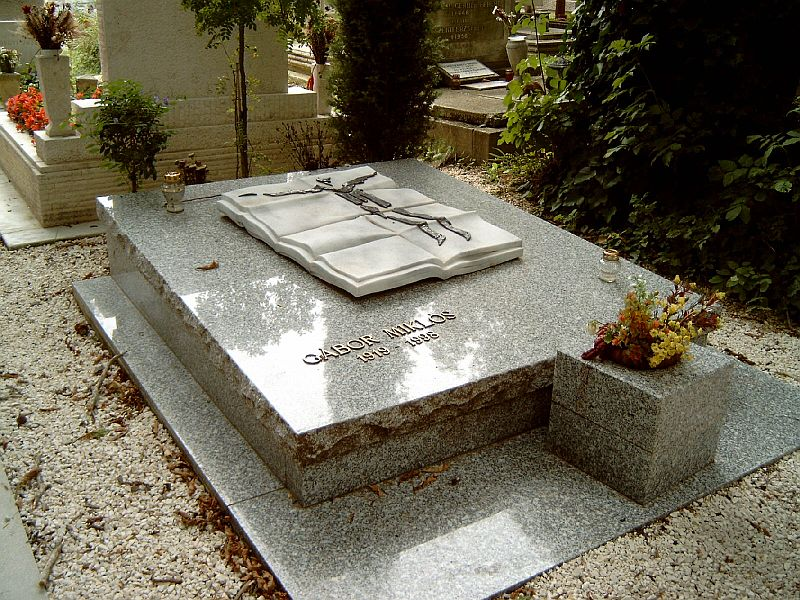
Gábor Miklós

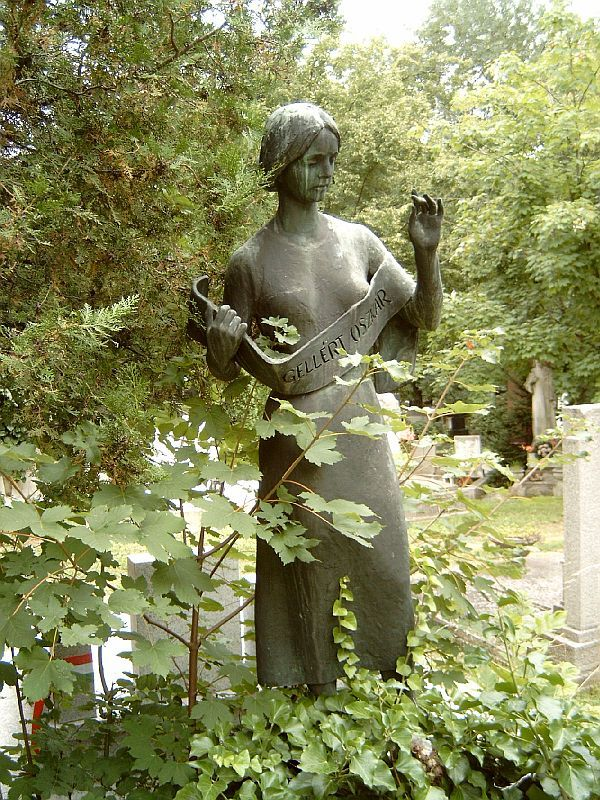
Gellért Oszkár

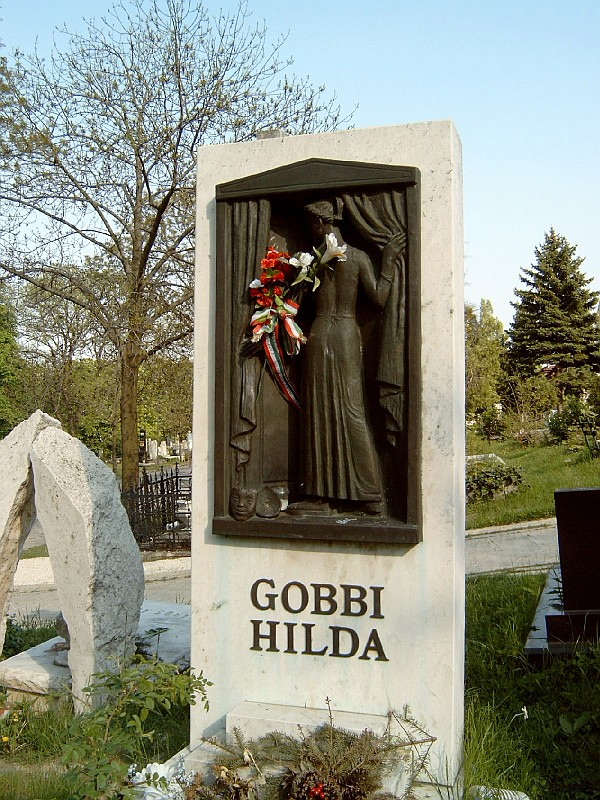
Gobbi Hilda

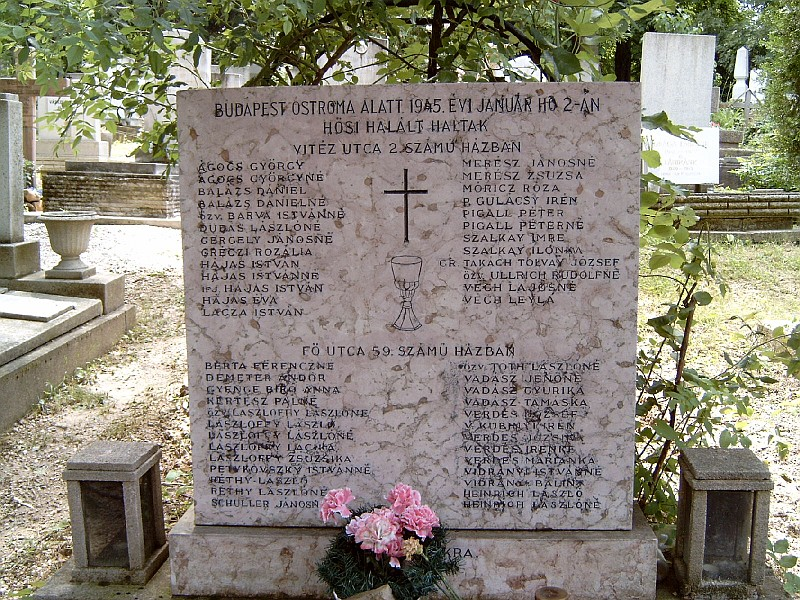
Gulácsy Irén

- Gaál Gabriella (1930–2010) nótaénekes
- Gabányi János (1871–1934) magyar királyi tábornok, a Hadtörténelmi Levéltár megalapítója [56-1-27]
- Gábor György (1913–1979) orvos, belgyógyász, kardiológus, egyetemi tanár [23/1-2-778]
- Gábor Miklós (1919–1998) színész [26/2-8-41/42]
- Gáll István (1931–1982) író, közíró, dramaturg [22-1-102]
- Galsai Pongrác (1927–1988) író [22/1-1-20]
- Garai Gábor (1929–1987) költő, író, műfordító [22-1-61/62]
- Garas Dezső (1934–2011) Kossuth-díjas színész, a nemzet színésze [25/I-1-31]
- Gáspár Sándor (1917–2002) politikus, szakszervezeti vezető [60/8-1-730]
- Gedővári Imre (1951–2014) olimpiai bajnok kardvívó
- Gellért Endre (1914–1960) rendező [41-1-160]
- Gellért Gábor (1914–1987) újságíró, közíró, kritikus, műfordító [26/1-9-66]
- Gellért Oszkár (1882–1967) költő [8/3-1-21/22]
- Genthon István (1903–1969) művészettörténész, író, műkritikus, bibliográfus, főiskolai és egyetemi tanár [6/7-1-31]
- Gera György (1922–1977) író, műfordító, dramaturg, publicista, műkritikus [23/1-1-4]
- Gera Zoltán (1923-2014) Kossuth-díjas színész, a nemzet színésze [25]
- Gereben Ágnes (1947-2015) irodalomtörténész, kritikus, műfordító
- Gerevich Aladár (1910–1991) olimpiai bajnok vívó [60/2-főút-3]
- Gerevich György (1946–2008) vívó
- Gerevich László (1911–1997) művészettörténész, régész, muzeológus, egyetemi tanár [2-4-198]
- Gerevich Tibor (1882–1954) művészettörténész, egyetemi tanár, művelődéspolitikus, kormánybiztos [30/2-1-52]
- Gerlóczy Gedeon (1895–1975) építész [7/6-1-41]
- Gerlóczy Zsigmond (1863–1937) orvos, egyetemi tanár [7/6-1-41]
- Germanus Gyula (1884–1979) orientalista [17/2-1-38/39]
- Gerő Ernő (1898–1980) politikus, miniszter [612/1-88]
- Gerő László (1909–1995) építészmérnök, restaurátor, építészettörténész, urbanista, egyetemi tanár [6/5-1-20]
- Gertler Viktor (1901–1969) filmrendező [6/9-1-146]
- Gink Károly (1922–2002) fotográfus [25-2-10]
- Gion Nándor (1941–2002) író [27-4-21]
- Glatz Oszkár (1872–1958) festő [22-1-59]
- Gobbi Hilda (1913–1988) színésznő [22/1-1-79]
- Lisl Goldarbeiter-Tenczer (1909–1997) (Miss Ausztria) szépségkirálynő [Bürök-70-307]
- Gonda József (1905–1952) jogász, sportvezető [19/2-1-59/60]
- Góth Sándor (1869–1946) színész, rendező [6-1-5]
- Göbel Edit (Tamáska Jánosné; 1917–1970) szótárszerkesztő, nyelvész [619-179]
- Görbe János (1912–1968) színész [33/4-2-47]
- Görömbei András (1945–2013) Kossuth-díjas irodalomtörténész, az MTA tagja, egyetemi tanár
- Gráf Ferenc (1914–1990) hematológus, belgyógyász, egyetemi tanár [9/1-1-172/173]
- Grandpierre Emil (1874–1938) író [7/4-1-103]
- Grandpierre K. Endre (1916–2003) író, költő, publicista [6/9-1-13]
- Gregersen Hugó (1889–1975) építész, festő [35-5-73]
- Greguss Zoltán (1904–1986) színész [1-2-212/213]
- Gross Arnold (1929–2015) grafikus, a nemzet művésze [25/V/1/14]
- Grósz Károly (1930–1996) politikus [60-21-117. fülke]
- Gulácsy Irén (1894–1945) író [19/1-1-45/46]
- Gulácsy Lajos (1882–1932) festő [Hv20-1-71]

## Gy
- Gyarmati Dezső (1927–2013) vízilabdázó, a Nemzet Sportolója
- Gyenes Tamás (1920–1963) szobrász [43/2-1-99]
- Gyöngyössy Imre (1930–1994) filmrendező, író, költő, dramaturg, forgatókönyvíró [25-1-23/1]
- Györgyi Géza (1930–1973) fizikus [43-2-21]
- Györgyi Kálmán (1860–1930) művészeti író [43-2-21]
- Győry Dezső (1900–1974) költő, író [25-2-19]
- Gyulai György (1928–1961) ejtőernyős világbajnok [1-1-187]
- Gyurkovics Mária (1913–1973) opera-énekesnő [25-10-11/12]

## H

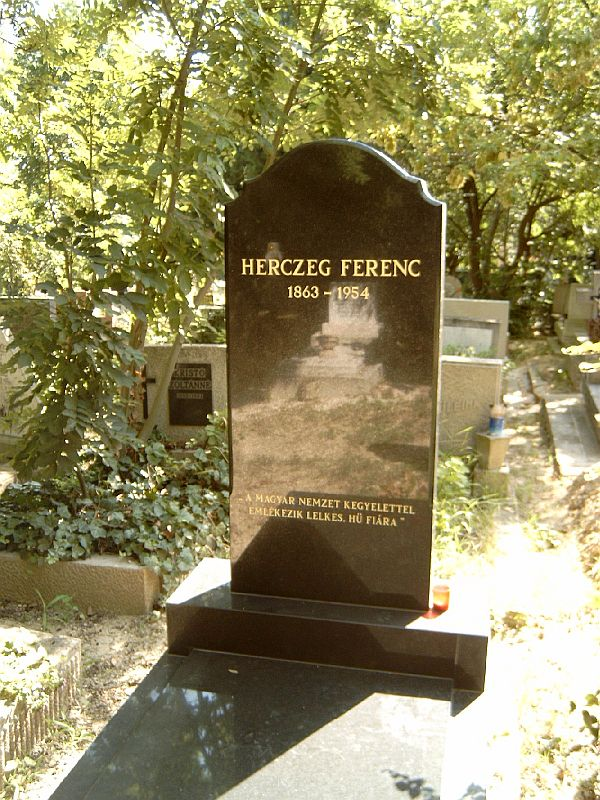
Herczeg Ferenc

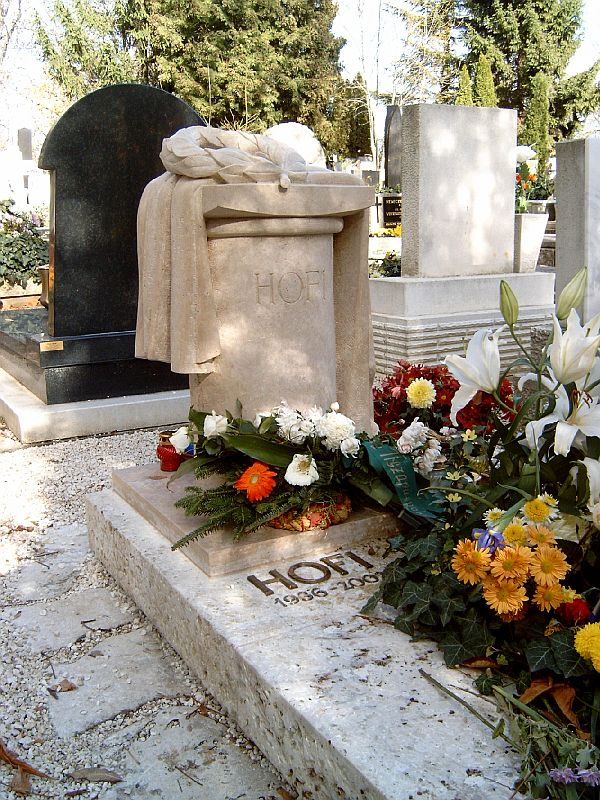
Hofi Géza

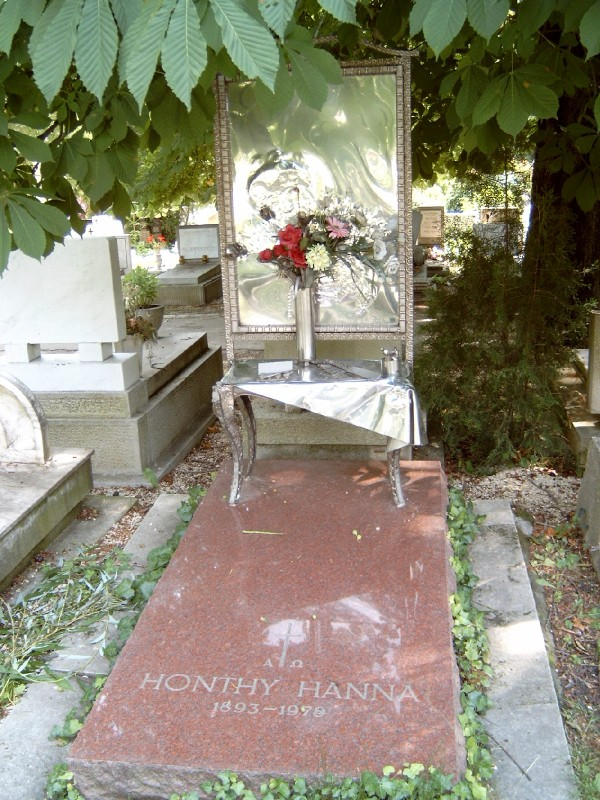
Honthy Hanna

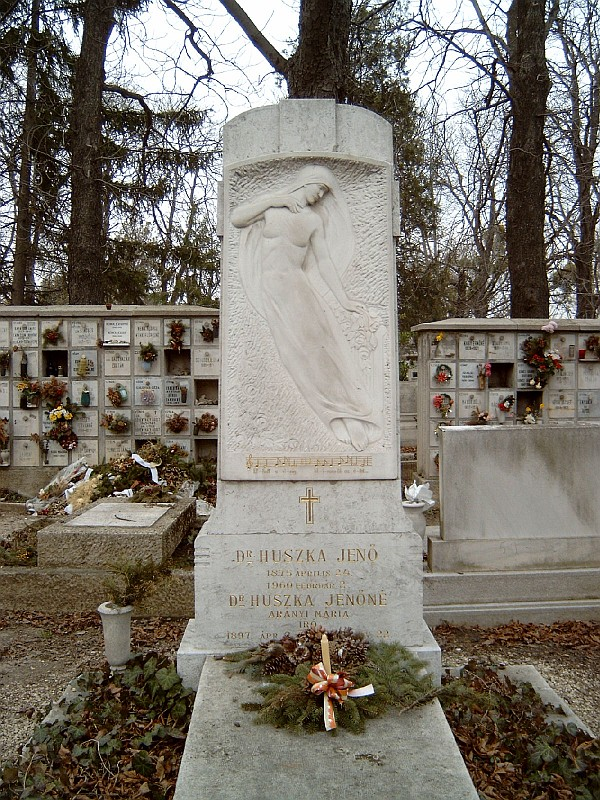
Huszka Jenő

- Habsburg–Toscanai Karolina Mária Immakuláta (1869–1945) osztrák főhercegnő, magyar királyi hercegnő [Hv15-19-10]
- Háda József (1911–1994) világbajnoki ezüstérmes labdarúgókapus [9/2-1-49]
- Hadnagy László (1921–1963) tanár, kultúrpolitikus [39-1-38]
- Haeffner Emil (1892–1953) egyiptológus, műfordító, egyetemi tanár, zenész, családfakutató [21/1-2-74]
- Hahn István (1913–1984) történész, az MTA tagja [20. (Kodály) körönd, Urnaház, 11-es számú fülke]
- Hajós György (1912–1972) matematikus [6-1-1-42]
- Halász Előd (1920–1997) filológus, irodalomtörténész
- Halmay Zoltán (1881–1956) olimpiai bajnok úszó [30/2-1-4]
- Halmos Béla (1946–2013) népzenész, népzenekutató, hegedűtanár
- Halzl József (1933–2020) gépészmérnök, a Rákóczi Szövetség tiszteletbeli elnöke [7/6-1-89]
- Hankiss Elemér (1928–2015) szociológus, irodalomtörténész [33/1-1-24]
- Haraszthy Gyula (1910–1990) irodalomtörténész, könyvtáros, az MTA könyvtárának igazgatója [14-1-8]
- Harmat Artúr (1885–1962) zeneszerző, karnagy, főiskolai tanár, szakíró [35-1-69/70]
- Harmatta János (1917-2004) Széchenyi-díjas klasszika-filológus, nyelvész, az MTA rendes tagja. [8-1-A/0/1/47-48]
- Harrer Pál (1829–1914) polgármester
- Harsányi Zsolt (1887–1943) író, műfordító [10/1-1-9]
- Határ Győző (1914–2006) író, költő [60/8-1-73]
- Hatvany Lajos (1880–1961) író, kritikus [510-162. templomi fülke]
- Házy Erzsébet (1929–1982) operaénekes [25-7-47]
- Hegedüs András (1922–1999) szociológus, közgazdász, egyetemi tanár, politikus, miniszterelnök (1955–1956) [6/8-1-2]
- Hegedüs Géza (1912–1999) író [60/1 Főút-14]
- Hellebronth Vilmos katonatiszt, mérnök, miniszter (1895-1971)
- Heller Farkas (1877-1955) közgazdász, egyetemi tanár, az MTA tagja. (28/2,1,81 védett sír 2004.)
- Hepp Ferenc (1909–1980) sportvezető, sportíró, pszichológus, főiskolai tanár, iskolaigazgató [51-7-10]
- Herczeg Ferenc (1863–1954) író [37/3-1-97]
- Herczeg Klára (1908–1997) éremművész, szobrász [1/1-1-41]
- Herman Ákos (1938–2002) kohómérnök, főiskolai tanár [35/1-1-133]
- Hermann István (1925–1986) filozófus, az MTA tagja [20. (Kodály) körönd, Urnaház, 17-es számú fülke]
- Hernádi Gyula (1926–2005) író, forgatókönyvíró [31a-3-9]
- Hetey Katalin (1924–2010) grafikus, festő, szobrász [32/1-1]
- Hetényi Géza (1894–1959) kétszeres Kossuth-díjas magyar belgyógyász, egyetemi tanár, a Magyar Tudományos Akadémia rendes tagja.
- Hilvert Elek (1895–1977) építészmérnök, hídépítő mérnök, statikus [612/2-293]
- Hintsch György (1925–2005) filmrendező
- Hodobay Sándor (1880–1957) jogász, polgármester
- Hoepfner Guido (1868–1945) építész [19/3-1-13]
- Hoffmann Lenke (Belányiné; 1890–1973) festő [27-10-46]
- Hofi Géza (1936–2002) humorista, előadóművész [25-2-37]
- Hollán Henrik (1882–1971) belgyógyász, tisztiorvos, orvostörténész [601-813]
- Holló Barnabás (1865–1917) szobrász [1-1-230]
- Hollós Korvin Lajos (1905–1971) költő, író [42-1-12]
- Homoki Nagy István (1914–1979) filmrendező, operatőr, író, ügyvéd [2/3-1-185/186]
- Honthy Hanna (1893–1978) színésznő, operettprimadonna [25-1-61]
- Horváth Ádám  (1930–2019) rendező
- Horváth Jenő (1881–1931) színész, színrendező, akadémiai tanár [1-1-334]
- Horváth Tivadar (1920–2003) színész, rendező [25-10-71]
- Hubay Miklós (1918–2011) drámaíró, műfordító
- Huszár Géza (1895-1965) matematikus, egyetemi tanár [41-0-0-10]
- Huszár Zsolt (1971–2011) színész [25]
- Huszka Jenő (1875–1960) zeneszerző [41-1-19/20]
- Huszti József (1887–1954) klasszika-filológus, irodalomtörténész, egyetemi tanár [501-31 sírbolt]

## I, Í
- Iglódi István (1944–2009) Kossuth-díjas színész, rendező
- Illés Endre (1902–1986) drámaíró [45/1-2-24]
- Illyés Gyula (1902–1983) költő, író [46/7-1-53/54]
- Illovszky Rudolf (1922–2008) labdarúgó, edző [1-1-170]
- Imre Samu (1917–1990) nyelvész, az MTA tagja [20. (Kodály) körönd, Urnaház, 5-ös számú fülke]
- Inke László (1925–1992) színész [25-3-18/1]
- Innocent-Vincze Ernő (1903–1978) író, műkritikus, publicista, műfordító, dramaturg, drámaíró, librettista, dalszövegíró [23/1-1-114]
- Irmédi-Molnár László (1895–1971) térképész [11/1-1-314]
- Istók János (1873–1972) szobrász [11/1-1-346]
- Istókovits Kálmán (1898–1990) festő, grafikus [31-2-97]
- Ivánka Csaba (1948–1996) színész, rendező [20/2-1-646]

## J

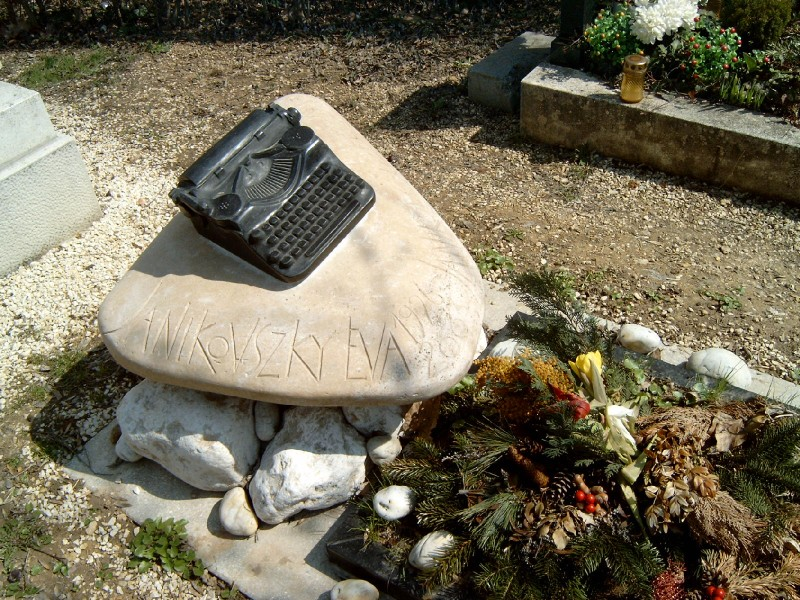
Janikovszky Éva

- Janikovszky Éva (1926–2003) író, költő [12/1-1-107]
- Jankovich Ferenc (1907–1971) költő, író, műfordító [11/1-1-201]
- Jákó Vera (1934–1987) nótaénekes [25/1-1-82]
- János György (1914–1978) traumatológus, ortopédus, vezérőrnagy, egyetemi tanár [23/1-1-184]
- Jány Gusztáv (1883–1947) honvéd tábornok [1/6-2-16]
- Járdányi Pál (1920-1966) Erkel- és Kossuth-díjas zeneszerző, zenepedagógus, népzenekutató
- Jaschik Álmos (1885–1950) grafikus, iparművész [12/1-2-3/4]
- Jászi Oszkár (1875–1957) társadalomtudós, miniszter [8/2-1-45/46]
- Jávor Pál (1902–1959) színész [40-1-94/95]
- Jávorka Sándor (1883–1961) botanikus [20. körönd-2-3/4]
- Jeges Ernő (1898–1956) festő, grafikus, szobrász, plakáttervező, bélyegtervező [3/2-10-37]
- Jékely Zoltán (1913–1982) író, költő [H21-1-6]
- Józsa Imre (1954–2016) színművész [25]
- Juhász Aladár (1856–1922) zeneszerző, zongorista [45/7-1-19]
- Juhász László (1906–1978) belsőépítész, iparművész, szakíró [19/2-1-39]
- Justus Pál (1905–1965) költő [Nvh-730. fülke]

## K

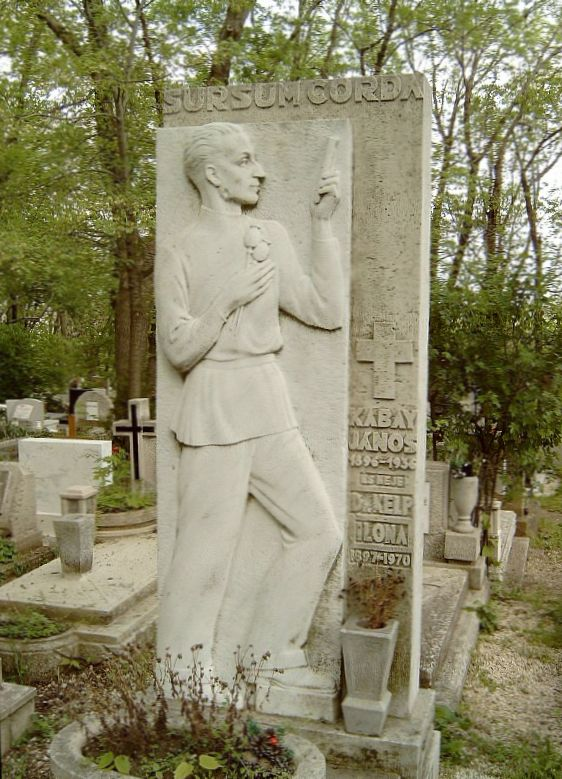
Kabay János

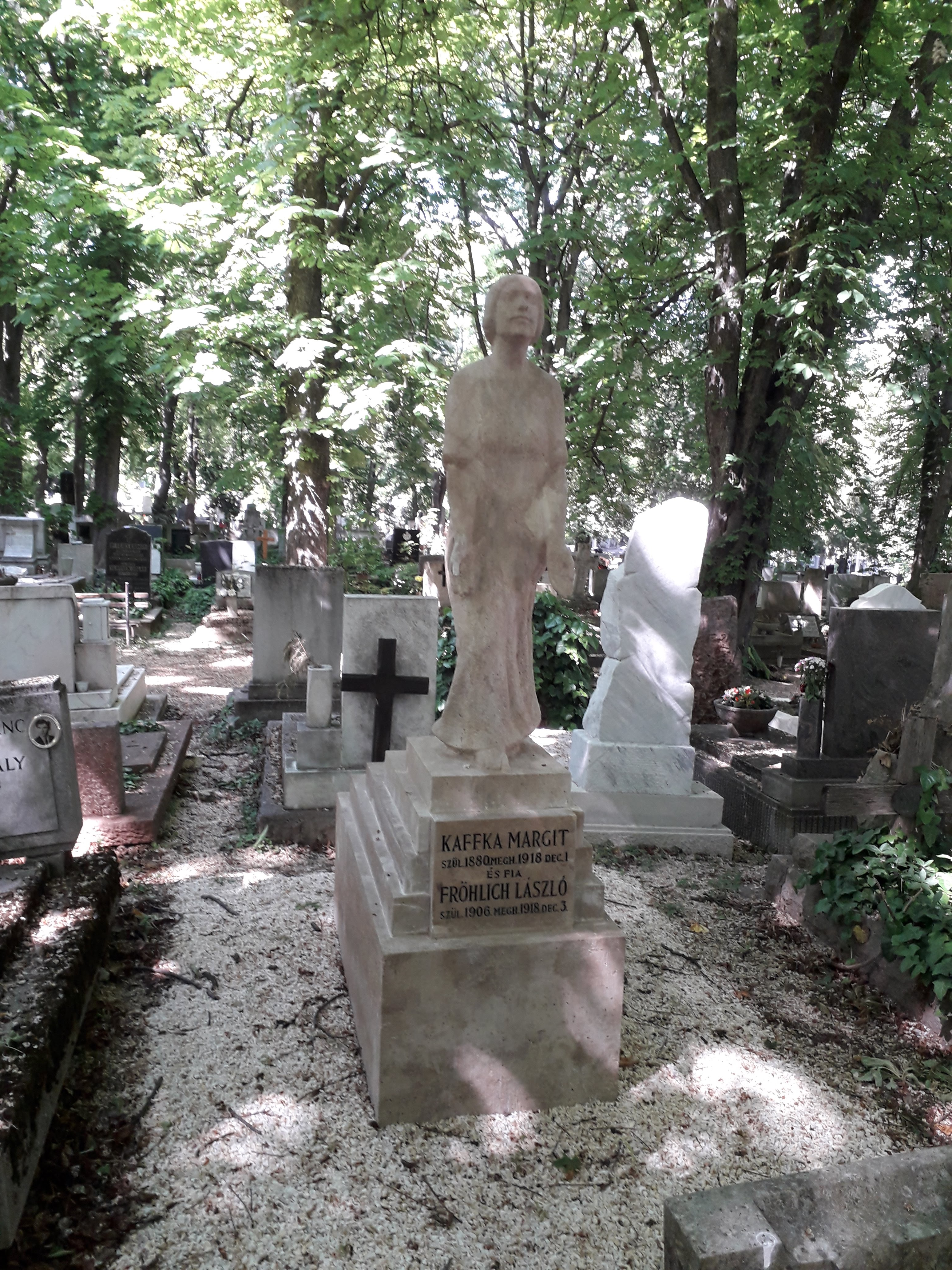
Kaffka Margit

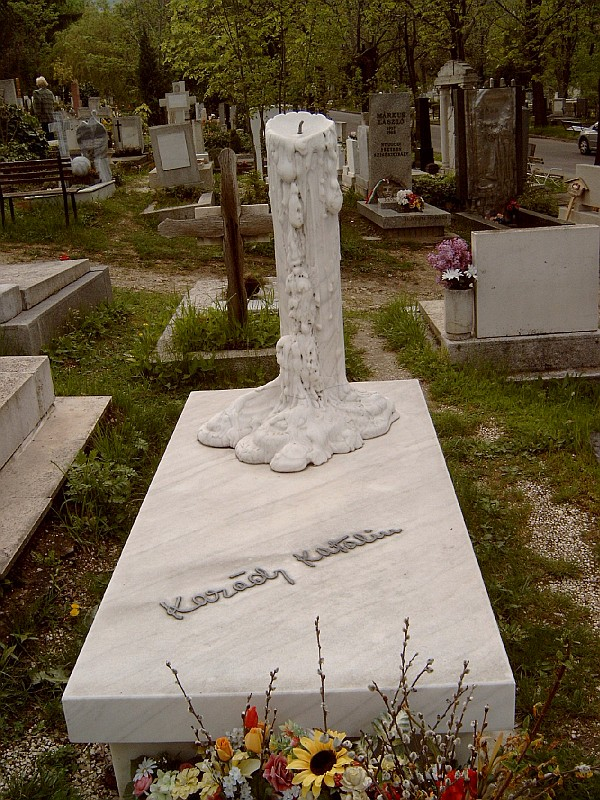
Karády Katalin

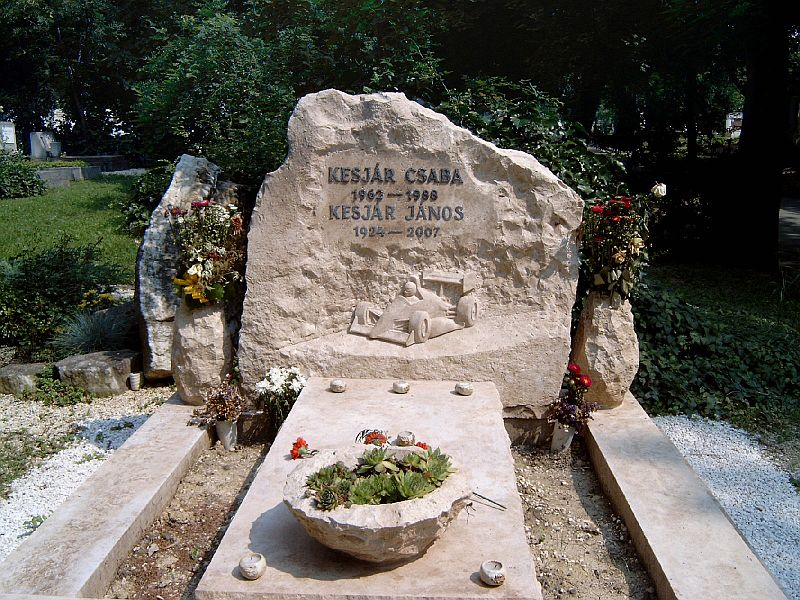
Kesjár Csaba

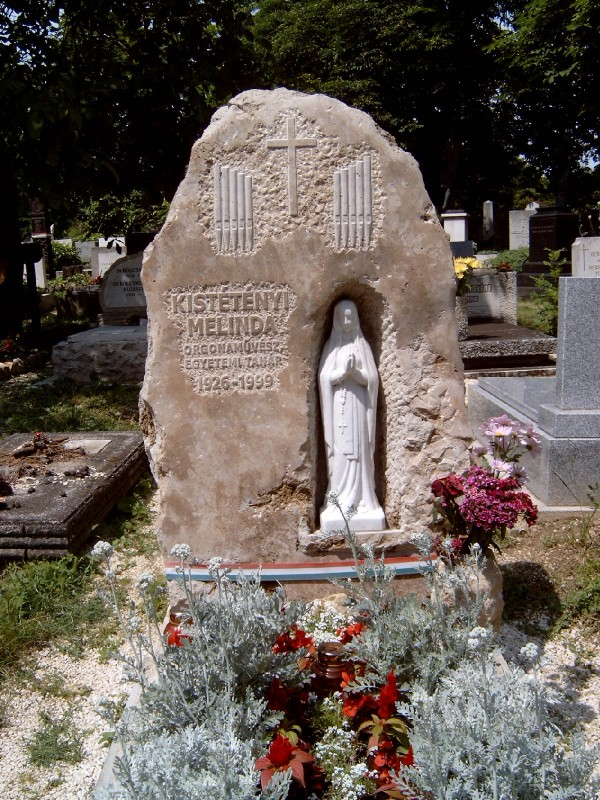
Kistétényi Melinda

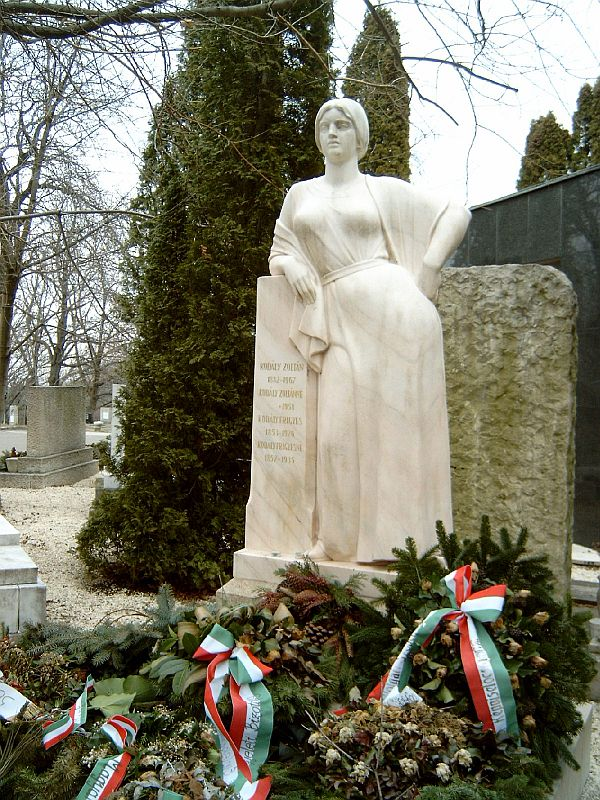
Kodály Zoltán

- Kaán Károly (1867–1940) erdőmérnök, az MTA tagja [6/4]
- Kabay János (1896–1936) kémikus, gyógyszerész [Hv13-1-280]
- Kabos Gyula (1887–1941) színész, humorista [1-2-457]
- Kádár Gyula (1898–1982) vezérkari ezredes, az 1944-es kiugrási kísérlet kidolgozója [Hv802-435. fülke]
- Kadić Ottokár (1876–1957) geológus, paleontológus, régész
- Kaesz Gyula (1897-1967) iparművész, építész, belsőépítész, főiskolai tanár, bútor-, plakát- és bélyegtervező, könyvművész, művészeti író [60/4-1-59]
- Kaffka Margit (1880–1918) író, költő [1-2-238/239]
- Kajdi János (1939–1992) olimpiai ezüstérmes ökölvívó [8/2-1-71]
- Kalicz Nándor (1928–2017) régész, az MTA doktora.
- Kállai Ferenc (1925–2010) a nemzet színésze
- Kállai István (1929–2015) író, dramaturg, humorista [25]
- Kákonyi István (1917–1993) festő, szobrász [2-4-91]
- Kálmán György (1925–1989) színész [22/1-1-9]
- Kálnoky László (1912–1985) költő [21/1-2-7]
- Kaló Flórián (1932–2006) színész [60/4-2-30]
- Karády Katalin (1910–1990) színésznő [22/1-1-8]
- Kardos Lajos (1899–1985) pszichológus, az MTA tagja [20. (Kodály) körönd, Urnaház, 14-es számú fülke]
- Kardos László (1898–1987) irodalomtörténész, az MTA tagja [20. (Kodály) körönd, Urnaház, 7-es számú fülke]
- Károlyi Amy (1909–2003) költő, műfordító [9/1-1-182/184]
- Kárpáti Rudolf (1920–1999) olimpiai bajnok vívó [6/2-főút-6.]
- Kass János (1927–2010) grafikus, szobrász [25-5-29]
- Kassák Lajos (1887–1967) író, költő [21/1-1-75/76]
- Kaszab Zoltán (1915–1986) entomológus, az MTA tagja [20. (Kodály) körönd, Urnaház, 8-as számú fülke]
- Kazal László (1911–1983) színész, énekes, humorista, dalszerző [25-9-14]
- Kazimir Károly (1928–1999) rendező, színigazgató [2-2-106]
- Kehrling Béla (1891–1937) világbajnok asztaliteniszező, válogatott labdarúgó [7/5-1-30]
- Keleti Károly (1833–1892) közgazdász, statisztikus [1-1-467/468]
- Keleti Márton (1905–1973) filmrendező [6/3-1-35/36]
- Kemény János (1778–1850) színész [7-1-7]
- Kamondi Zoltán (1960–2016) filmrendező
- Kende Sándor (1918–1992) író, költő [1-2-11]
- Kenedi Géza (Kenedy; 1853–1935) publicista, író, költő, műfordító, műkritikus, országgyűlési képviselő, jogász [7/2-1-3/4]
- Kerényi Jenő (1908–1975) szobrász [25-1-75]
- Keresztury Dezső (1904–1996) író, költő [6/2-1-109]
- Kéri József (1924-1985) jogász [22-0-3-85]
- Kernstok Károly (1873–1940) festőművész [41-2-39]
- Kerpel-Fronius Ödön (1906–1984) gyermekgyógyász
- Kertész Ella (Góth Sándorné; 1878–1936) színésznő [6. körönd-1-5.]
- Kertész Pál (1909–1970) filmrendező, író [619-391]
- Kesjár Csaba (1962–1988) autóversenyző [28-1-133/134]
- Kessler Hubert (1907–1994) mérnök, barlangkutató, karszthidrológus [25]
- Kibédi Ervin (1924–1997) színész [1-1-261]
- Kinszker Albert (1874–1932) miniszteri tanácsos [1-39/40]
- Király Iván (1894–1987) ornitológus
- Kis Ferenc (1908–1964) költő [1-1-16]
- Kispéter Mihály (1919–1966) válogatott labdarúgó [7/5-1-45]
- Kiss Ferenc (1893–1978) színész [25-1-67]
- Kiss Manyi (1911–1971) színésznő [32-1-3/4]
- Kiss Menyhért (1880–1934) író, költő, publicista, nemzetgyűlési képviselő [7/2-1-5/6]
- Kiss Nagy András (1930–1997) szobrász [25-7-47/1]
- Kistétényi Melinda (1926–1999) orgonaművész, zeneszerző, egyetemi és főiskolai tanár, író, műfordító, karnagy [25-4-5]
- Kittenberger Kálmán (1881–1958) zoológus, Afrika-kutató [30/1-3-1]
- Klapka György (1928–2017) üzletember, táncos, koreográfus
- Knézy Jenő (1944–2003) sportriporter [8/3-1-131/132]
- Koch Antal (1843–1927) geológus, mineralógus [2/3-1-39/40]
- Koch Sándor (1896–1983) mineralógus [7/6-1-22/23]
- Kocsis Zoltán (1952-2016) zongoraművész, karmester, zeneszerző
- Kocsuba Elemér (1904-1985) műkorcsolyázó, ifj.teniszbajnok, gyógyszerész, zongora- és orgonaművész, karvezető, filmproducer, gyártásvezető [1-39/40]
- Kodály Zoltán (1882–1967) zeneszerző [20. (Kodály) körönd-1-17/18]
- Kodolányi János (1899–1969) író [35-1-67/68]
- Kol Erzsébet (1897–1980) magyar botanikus, algológus [28/1-20]
- Kol Ferenc (1869–1939) okleveles mérnök, postaműszaki főigazgató, helyettes államtitkár [28/1-20]
- Kollányi Ágoston (1913–1988) filmrendező [36/2-1-131]
- Kolonics György (1972–2008) olimpiai bajnok kenus [8/1/A-1-67/68]
- Kolonits Ilona (1922-2002) filmrendező, Világ Igaza, panteon
- Kolonits Ferencé (Holka Paulina) (1886-1979) Világ Igaza, panteon
- Kolozsvári Grandpierre Emil (1907–1992) író [7/4-1-103]
- Komlós Aladár (1892–1980) író, költő, műfordító, irodalomtörténész [607-47]
- Komlós János (1922–1980) író, újságíró [25-1-49]
- Komlóssy Erzsébet (1933–2014) opera-énekesnő
- Komondy Zoltán (1892–1957) gépészmérnök, egyetemi tanár, feltaláló [19/2-1-63/64]
- Komor Vilmos (1895–1971) karmester [608-266. templomi fülke]
- Kondor Béla (1931–1972) festőművész [6/9-1-1/2]
- Könözsy Lajos (1915-1948) Katolikus lelkész, hittantanár. Az ÁVH 32 éves korában agyonverte.
- Konrád Ferenc (1945–2015) olimpiai bajnok vízilabdázó
- Konrád János (1941–2014) olimpiai bajnok vízilabdázó
- Kónya Lajos (1914–1972) költő, író [11/1-1-455]
- Koós János (1937–2019) énekes, humorista, színész [25]
- Kormos Tivadar (1881–1946) geológus, paleontológus [11/1-1-397]
- Kórodi András (1922–1986) karmester [25-10-54/55]
- Kósa Ferenc (1937–2018) filmrendező
- Kosáry Domokos (1913–2007) történész, az MTA elnöke [6/2-1-107]
- Kosáryné Réz Lola (1892–1984) író [6/9-1-155]
- Koszó János (1892–1952) irodalomtörténész, nyelvész, germanista, főiskolai és egyetemi tanár, intézetigazgató [19/2-1-47]
- Kotlán Sándor (1887–1967) állatorvos [6/1-1-19]
- Kovács Dénes (1930–2005) hegedűművész, egyetemi tanár [21/4-6]
- Kovács György (1925–1988) hidrológus, az MTA tagja [20. (Kodály) körönd, Urnaház, 21-es számú fülke]
- Kovács Gyula (1945–2004) keramikus [11/1-1-]
- Kovács István (1921–1990) jogász, az MTA tagja [20. (Kodály) körönd, Urnaház, 29-es számú fülke]
- Kovács József (1911–1990) Európa-bajnok atléta, gátfutó, rövidtávfutó [44/6-1-32]
- Kovács József (1946–2010) operaénekes [25-3-1]
- Kovács Margit (1902–1977) keramikus [25-1-32]
- Kovács Pál (1912–1995) olimpiai bajnok kardvívó [8/2-1-73]
- Kovásznai György (1934–1983) rajzfilmrendező, grafikus, festő, forgatókönyvíró, dramaturg [619-1469]
- Kozák András (1943–2005) színész [939/2-1-101]
- Kozmutza Flóra (1905–1995) gyógypedagógus [46/7-1-53/54]
- Kölber Dezső (1874–1945) festő, főiskolai tanár [6/8-1-126]
- Körmendi János (1927–2008) színész [25-2-61]
- Körmöczy Zsuzsa (1924–2006) teniszező [7/7-1-199]
- Köteles Erzsébet (1924–2019) olimpiai bajnok tornásznő
- Kőmives Sándor (1897–1980) színész [NVh-485. fülke]
- Kővári György (1934–1982) építészmérnök [43/3-1-3]
- Kránitz Lajos (1943–2005) színész [15/II-1-47]
- Kray István (1887–1963) országgyűlési képviselő, az MLSZ elnöke [7/4-1-91]
- Krencsey Marianne (1931–2016) színésznő [25]
- Kulcsár Győző (1940–2018) négyszeres olimpiai bajnok vívó, a Nemzet Sportolója
- Kulin György (1905–1989) csillagász [60/8-1-630]
- Kutasy Lajos (1909–1990) közlekedésmérnök, vasúttervező [9/1-2-11]
- Küry Klára (Hajnal Klára; 1870–1935) színész

## L

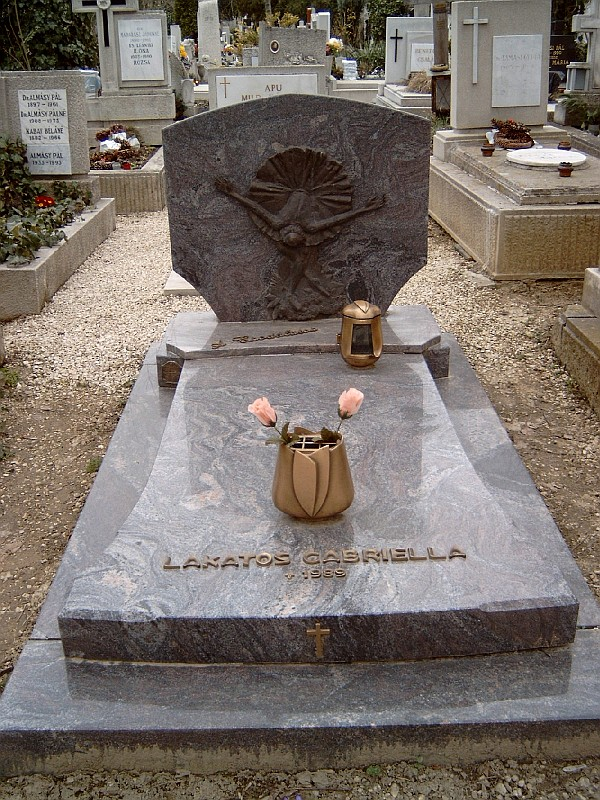
Lakatos Gabriella

- Lajtha László (1892–1963) zeneszerző [8/3-1-157/158]
- Lakat Károly (1920–1988) labdarúgó, mesteredző [2/5-4-1]
- Lakatos Gabriella (1927–1989) táncművész [31/1-1-118]
- Lakatos Lajos (1975-2018) Testépítő , mesteredző
- Láng Rudolf (1904–1991) festő, grafikus, jelmeztervező [28/2-2-78]
- Lápócsy József (1900–1984) magyar bajnok műkorcsolyázó [621-1065]
- ifj. Latabár Árpád (1903–1961) színész [31/1-1-9/10]
- Latabár Kálmán (1902–1970) színész [31/1-1-9/10]
- Lázár Ervin (1936–2006) író [7/6-1-88]
- Lázár Mária (1895–1983) színésznő [25-9-17]
- Léderer Emma (1897–1977) történész [34/3/I–1–196]
- Lee Tibor (1899–1974) ügyész, bíró [27-4-5]
- Lehel György (1926–1989) karmester [31/1-106]
- Lehotay Árpád (1896–1953) színész [28/1-1-41]
- Lemhényi Dezső (1917–2003) olimpiai bajnok vízilabdázó [8/3-1-143/144]
- Lendvai György (1937–1989) karmester [19/2-2-76]
- Lengyel Balázs (1918–2007) író [25]
- Lengyel József (1896–1975) író [12/1-1-50]
- Lengyel Menyhért (1880–1974) író [25]
- Lénárd Ferenc (1911–1988) pszichológus
- Lénárd Judit (1928-1970) színésznő,tv-bemondó
- Lénárt Edit (1890–1971) pszichológus, pedagógus [601-790]
- Littkey Erzsébet (1916–1971) Móricz Zsigmond fogadott leánya [11/1-1-179]
- Lohwag Ernesztin (Szablya-Frischauf Ferencné; 1878–1940) festő [28-1-9]
- Lohwag Frida (Konstantin Frida) (1884–1918) festő, grafikus [28-1-9]
- Lomb Kató (1909–2003) tolmács, fordító, nyelvi könyvek szerzője
- Losonczy György (1905–1972) operaénekes [39/1-1-27/28]
- Lovas István (1945–2018) újságíró, politológus, fordító
- Lőrincz Ferenc (1898–1986) mikrobiológus, parazitológus, higienista, egyetemi tanár, intézetigazgató [3/1-8-1]
- Lőrincze Lajos (1915–1993) nyelvész [6/18-1-37]
- Lugossy Mária (1950–2012) szobrászművész
- Lukács György (1865–1950) politikus, jogász, országgyűlési képviselő, vallás- és közoktatásügyi miniszter [35-1-13/14]
- Lukács Margit (1914–2002) színésznő [25-3-47]
- Lutz Gizella (1906-1992) Szálasi Ferenc felesége [16-5-76]
- Lux Alice (1906–1988) szobrász [35-5-73]

## M

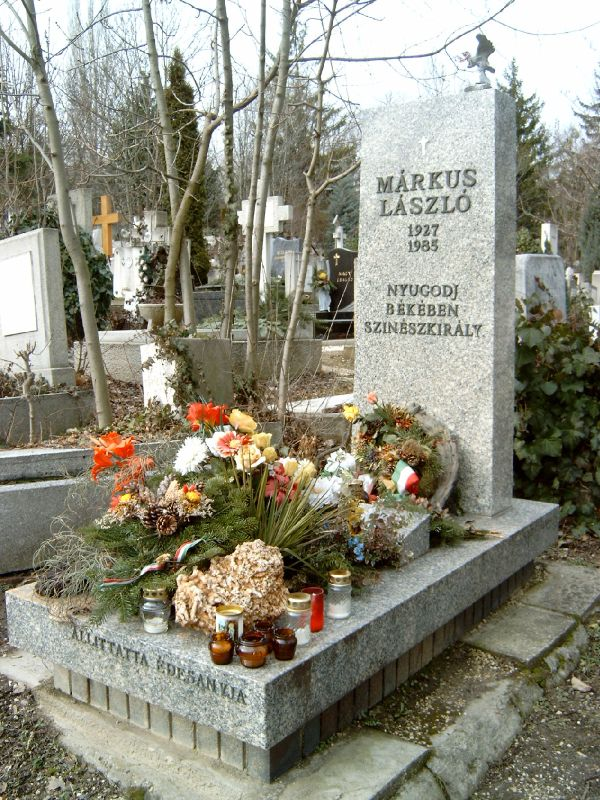
Márkus László

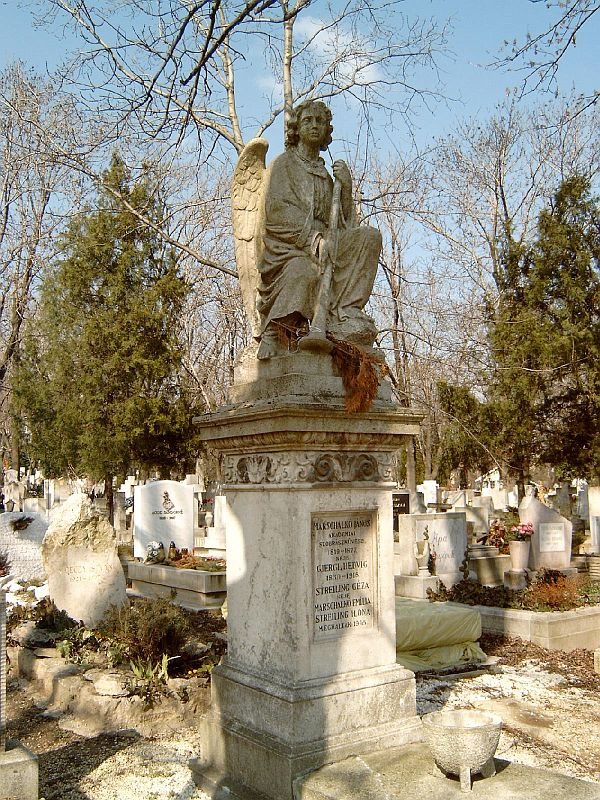
Marschalkó János

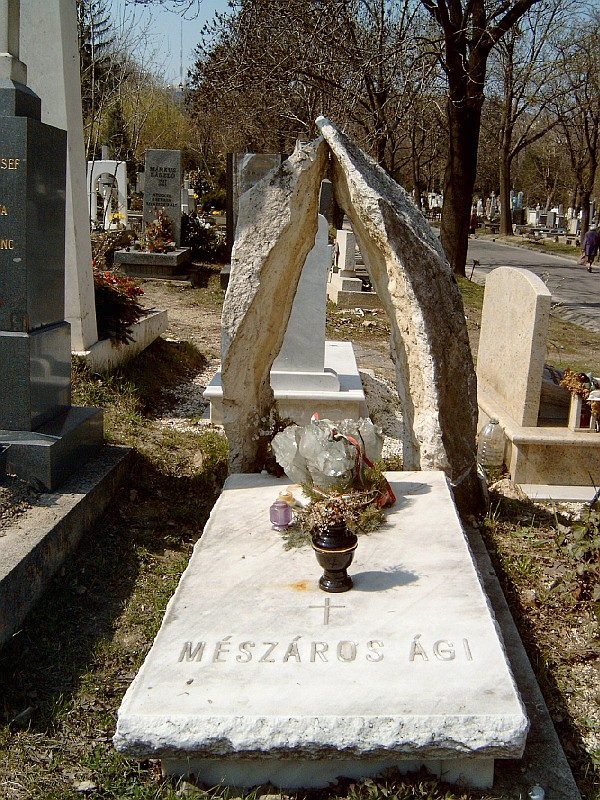
Mészáros Ági

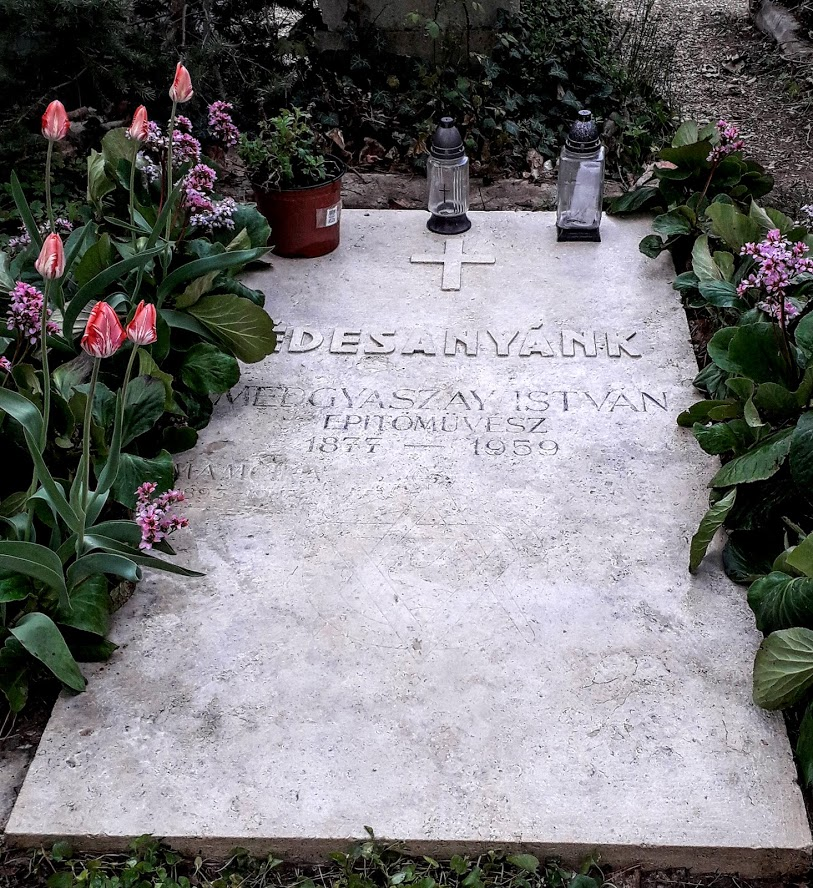
Medgyaszay István

- M. Szűcs Ilona (1925–2010) festő [25-1-35]
- Madaras József (1937–2007) színész [1-2-335/336]
- Magyar István (1924–2000) pszichiáter, neurológus, egyetemi tanár, klinikaigazgató [35/1-1-38]
- Major Máté (1904–1986) építész, az MTA tagja [20. (Kodály) körönd, Urnaház, 15-ös számú fülke]
- Makay Margit (1891–1989) színésznő [31-2-80]
- Makláry János (1907–1980) színész [25-1-48]
- Makláry Zoltán (1896–1978) színész [25-1-68]
- Makovecz Imre (1935–2011) építész [23/2-0-1-9/10]
- Mályusz Elemér (1898–1989) történész, az MTA tagja [20. (Kodály) körönd, Urnaház, 23-as számú fülke]
- Mándi Andor (1891–1972) gépészmérnök [11/1-1-480]
- Manninger Vilmos (1876–1945) sebész, onkológus, címzetes egyetemi tanár, főorvos [610-317]
- Mányai Lajos (1912–1964) színész
- Mányai Zsuzsa (1949–1999) színésznő
- Márffy Ödön (1878–1959) festő [40-1-54]
- Margitai Ági (1937–2014) színésznő [25]
- Máriássy Félix (1915–1975) filmrendező [26/1-6-88]
- Márk Tivadar (1908–2003) jelmeztervező [25-2-25]
- Markovits Kálmán (1931–2009) olimpiai bajnok vízilabdázó [1]
- Markup Béla (1873–1945) szobrász [11/1-1-277]
- Márkus László (1927–1985) színész [22-1-196]
- Maros Rudolf (1917–1982) zeneszerző [35-1-47/48]
- Marosán György (1908–1992) politikus [60/1-főút-2]
- Marschalkó János (1818–1877) szobrász [Hv20-1-12]
- Martinkó András (1912–1989) irodalomtörténész, nyelvész, szótáríró [2/7-8-12]
- Marton Frigyes (1928–2002) rendező, színházigazgató [25-2-42]
- Martonffy Emil (1904–1983) filmrendező, forgatókönyvíró [3/1-2-61]
- Martsa István (1912–1978) szobrász [25-1-35]
- Marx György (1927–2002) fizikus, tudománytörténész [30/2-1-3]
- Máté Péter (1947–1984) táncdalénekes, zeneszerző [60/5-6-23]
- Máthé Imre (1911–1993) botanikus, az MTA tagja [20. (Kodály) körönd, Urnaház, 34-es számú fülke]
- Mátrai Betegh Béla (1914–1981) újságíró, kritikus [18-1-60]
- Mátrai Erzsi (1894–1968) színésznő [18-1-60]
- Mécs Károly (1936–2025) színész, rendező, a nemzet művésze
- Medek Anna (1885–1960) opera-énekesnő [1/1-1-9]
- Medgyessy Pál (1919–1977) matematikus, statisztikus, tudománytörténész, bibliográfus [36/2-1-31]
- Mednyánszky Ági (1927–2015) színésznő [25]
- Medgyaszay István (1877–1959) építész [2-1-19/20]
- Megyeri Barna (1920–1966) szobrász [7/5-1-23]
- Melis György (1923–2009) operaénekes [25]
- Mensáros László (1926–1993) színész [25-5-16/1]
- Mérei Adolf (1877–1918) színpadi szerző, rendező, színigazgató [1-1-355/356]
- Merényi Gusztáv (1895–1950) belgyógyász, a Magyar Vérellátó Központ létrehozója [30/2-1-91]
- Mester Margit Mária (1906–1961) apáca, Unum Testvérek rend megalapítója [31-3-86]
- Mészáros Ági (1918–1989) színésznő [22/1-1-5]
- Mészáros István (1912–1987) világbajnok kajakozó [25/1-3-3]
- Mészöly Dezső (1918–2011) költő, író
- Mészöly Miklós (1921–2001) író [9/B-1-1/2]
- Mihalik József (1860–1925) művészettörténész, muzeológus, az MTA tagja [15-1-114]
- Mihalik Sándor (1900–1969) művészettörténész, muzeológus, egyetemi tanár [607-25]
- Mihály András (1917–1993) zeneszerző, karmester, gordonkaművész, főiskolai és egyetemi tanár [31-11-4]
- Mihályi Győző (1954–2024) színész [25]
- Mikes Lilla (1924–2004) színésznő [25-5-13]
- Miskolczy Dezső (1894–1978) orvos, neurológus, az MTA tagja [20. (Kodály) körönd, Urnaház, 9-es számú fülke]
- Misoga László (1895–1969) színész, táncoskomikus [5-1-86/87]
- Modok Mária (1896–1971) festő [1/4-1-39/40]
- Moldován Stefánia (1929–2012) opera-énekesnő [25]
- Molnár C. Pál (1894–1981) festő [43/2-2-41]
- Molnár Imre (1888–1977) zenetörténész, főiskolai tanár, énekes, énekpedagógus, zenekritikus, műfordító [34/3-4-12]
- Molnár Miklós (1930–1981) operaénekes [25-7-49]
- Molnár Tibor (1921–1982) színművész [21/2-21-9]
- Móricz Virág (1909–1995) író [38-1-29/30]

## N

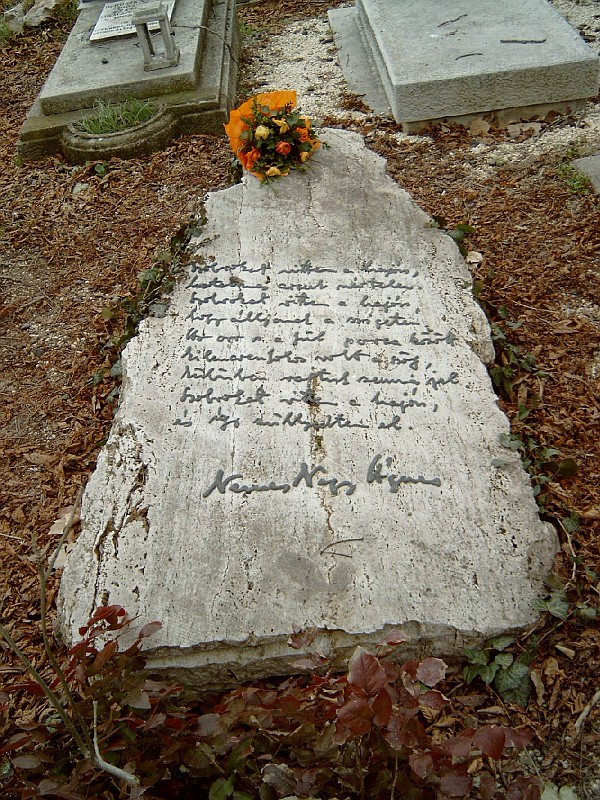
Nemes Nagy Ágnes

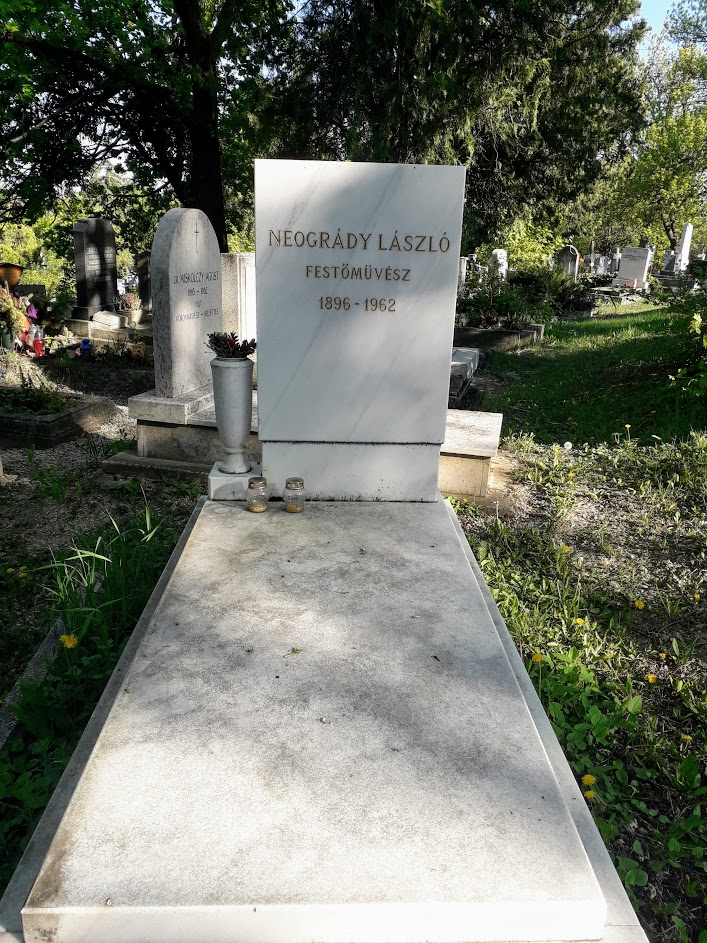
Neogrády László

- Nádas Gábor (1932–1987) zeneszerző [25/1-1-98]
- Nádasdy Kálmán (1904–1980) filmrendező, színházigazgató [25-1-53]
- Nádasy László (1927–1983) filmrendező, forgatókönyvíró [25-9-16]
- Nagy László (1924–1970) fizikus
- Nagy László (1925–1978) költő [25-1-34]
- Nagy Zoltán (1916–1987) grafikusművész [9/3-2-32]
- Nagy Zoltán (1966–2008) táncművész [20/2-1-724]
- Nedeczky László (1913-2008) Vivóedző, világbajnok.  (44/5-1-15-16)
- Neményi Lili (1902–1988) színésznő, operaénekes [25-1-59]
- Nemes Nagy Ágnes (1922–1991) költő [31-2-70]
- Németh Antal (1903–1968) rendező, színházigazgató [1-2-352]
- Németh Lajos (1929–1991) művészettörténész, műkritikus, egyetemi tanár, az MTA tagja [1-1-185]
- Németh László (1901–1975) író [9/1-1-76/77]
- Németh Marika (1925–1996) opera-énekesnő [60/1-főút-13]
- Neogrády László (1896-1962) festőművész, huszárfőhadnagy [49/2-1-26]
- Novák Ferenc (1931–2024) Kossuth-díjas és Erkel Ferenc-díjas koreográfus [43/1]

## Ny
- Nyerges Ágnes (Nyerges Andorné; 1920–1988) író, újságíró, közíró [601-1443]
- Nyerges Pál (1914- 1987) festőművész, grafikus [2-93]

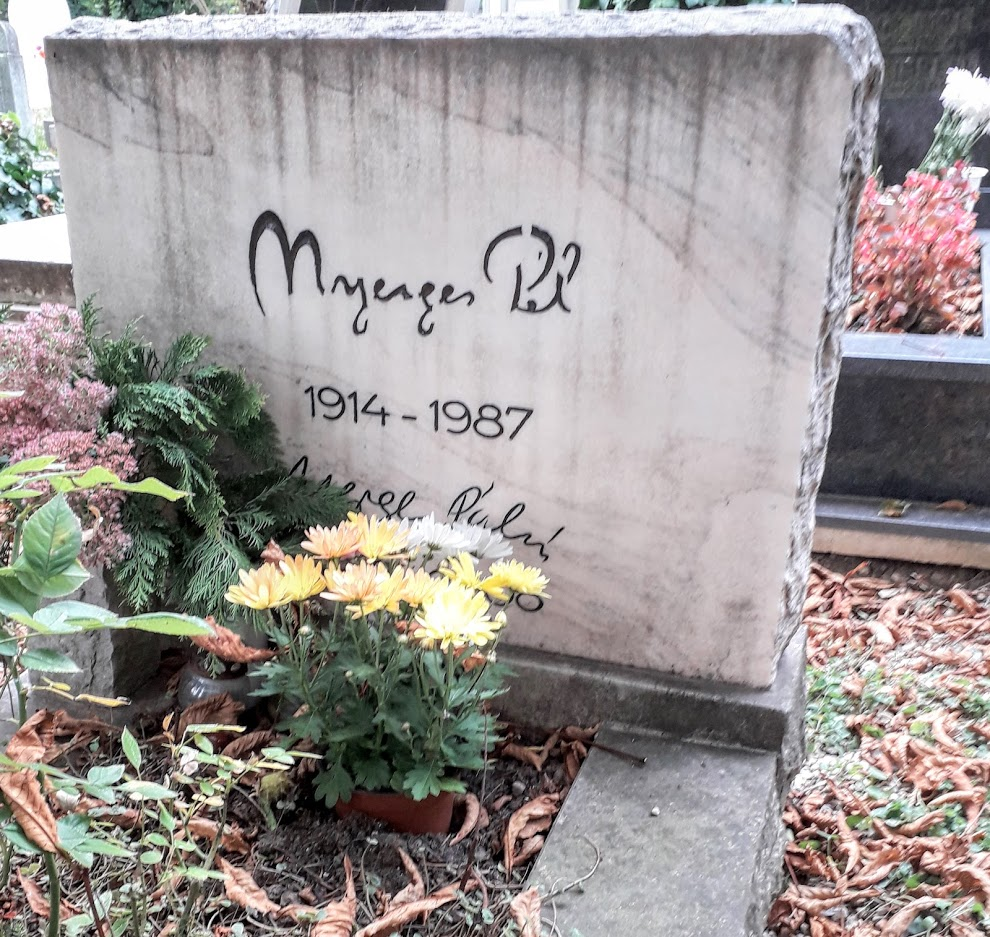
Nyerges Pál

- Nyigri Imre (1901–1963) író, költő, újságíró, közíró, műkritikus [1-2-379]
- Nyírő Gyula (1895–1966) elmegyógyász, ideggyógyász, egyetemi tanár [5-1-240]

## O, Ó

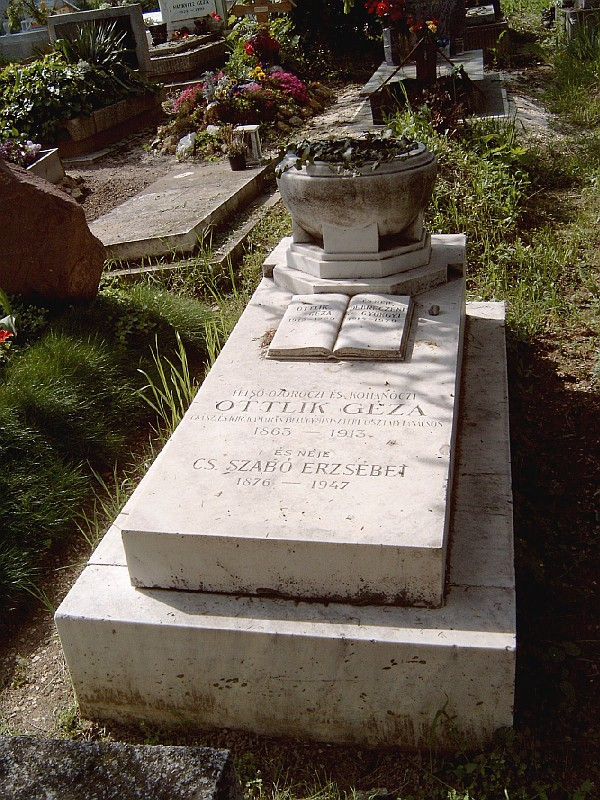
Ottlik Géza

• Osvát Kálmán (1880-1953) orvos, író https://hu.m.wikipedia.org/wiki/Osv%C3%A1t_K%C3%A1lm%C3%A1n
- Oberfrank Géza (1936–2015) karmester
- Oláh Gusztáv (1901–1956) operarendező, jelmeztervező, díszlettervező, egyetemi tanár [28-1-163/164]
- Orbán Antal (1887–1940) szobrász [6/7-1-3/4]
- Országh Lili (1926–1980) festő, grafikus [19/3-1-41]
- Osváth Júlia (1908–1994) operaénekes [1/7-1-34]
- Ottlik Géza (1912–1990) író [Hv27-10-15]
- Ozoróczy Ervin (1885–1979) jogász, miniszteri tanácsos [21/4-1-1/2]

## Ö, Ő
- Ördögh Szilveszter (1948–2007) műfordító [25-4-60]
- Örkény István (1912–1979) író [25-1-57]
- Ősz Ferenc (1930–1975) újságíró, humorista, konferanszié [26/1-6-90]
- Őze Lajos (1935–1984) színész [25-7-44]

## P

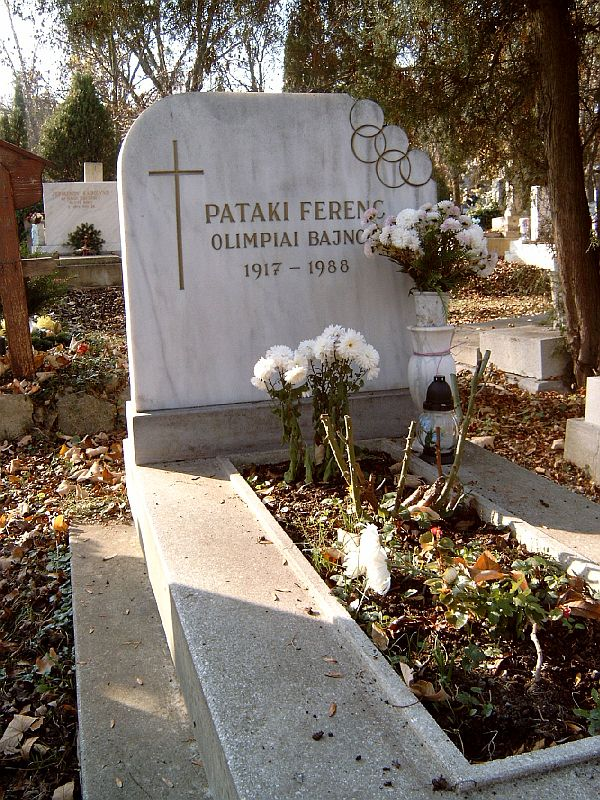
Pataki Ferenc

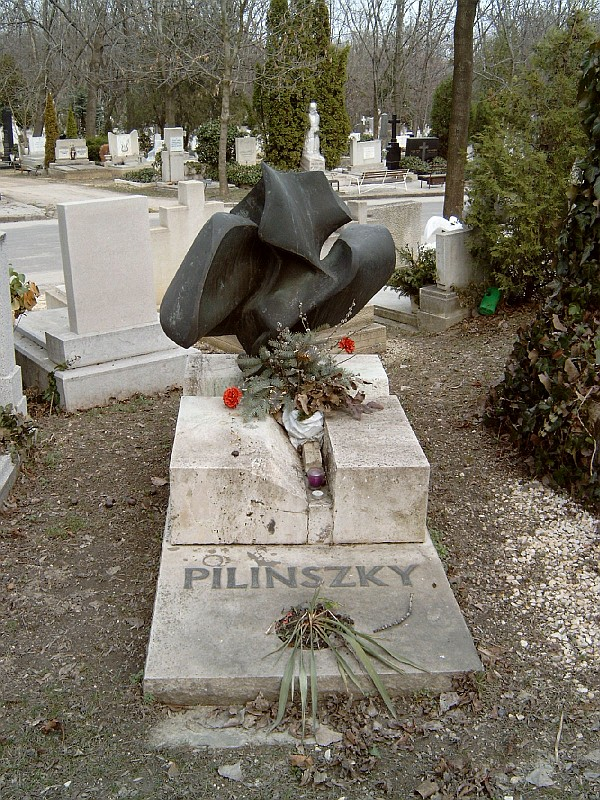
Pilinszky János

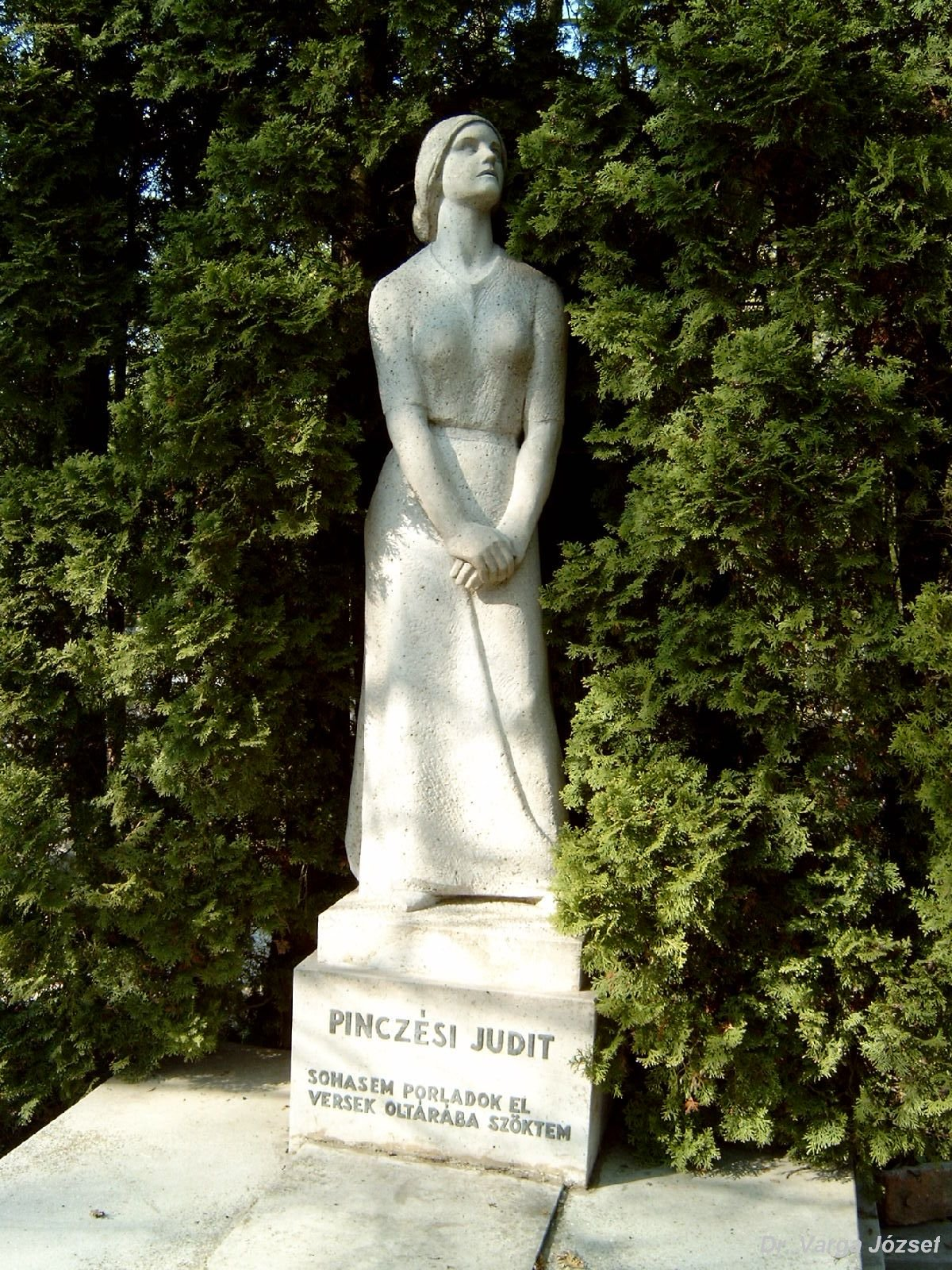
Pinczési Judit

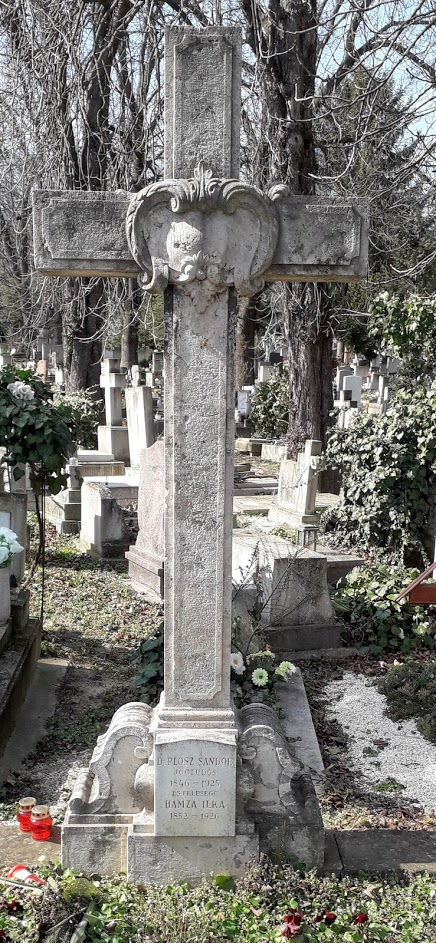
Plósz Sándor

- Paál Ferenc (1904–1969) író, újságíró, közíró [6/9-1-105]
- Páger Antal (1899–1986) színész [25/1-84/85]
- Pais Dezső (1886–1973) nyelvész, az MTA tagja [6/1-1-52]
- Pajtás Ernő (1896–1950) vezérőrnagy, a koronaőrség utolsó parancsnoka [9/1-1-11/12]
- Pálinkás Gyula (1883–1957) szőlész, borász, kémikus, grafikus, szakíró [35-1-81/82]
- Palló Imre (1891–1978) operaénekes [6/9-1-160]
- Palotai Erzsi (1907–1988) előadóművész, író, műfordító [607-47]
- Páncsics Miklós (1944–2007) olimpiai bajnok labdarúgó [19/1-1]
- Pándi Pál (1926–1987) irodalomtörténész [20. (Kodály) körönd, Urnaház, 19-es számú fülke]
- Pándy Lajos (1922–2014) színész
- Pápai ejtőernyősök (Petőfi Lajos, Pávay Endre, Ardai József stb.) [Hv15-3-36]
- Papp Ervin (1922–1951) politikus, papnövendék [19/2-2-13/14]
- Papp Ferenc (1901–1969) geológus
- Papp Laci (1926–2003) olimpiai bajnok ökölvívó [22-1-83/84]
- Pártos Alice (1901–1966) orvos, balneológus [21/1-2-16]
- Páskándi Géza (1933–1995) író [31-2-43]
- Pászti Miklós (1928-1989) karnagy, zeneszerző [2-6]
- Pásztory Zoltán (1944–2005) zenész
- Pataki Ferenc (1917–1988) olimpiai bajnok tornász [8/2-1-106]
- Patay Katalin (Majzik Lászlóné; 1912–1999) pedagógus, közíró, szerkesztő, szakíró[2] [35-2-5]
- Pauló Lajos (1927–1975) televíziós és színrendező [35-2-24]
- Pécsi Eszter (1898–1975) építész [60/21-113]
- Pécsi Sándor (1922–1972) színész [27-2-54]
- Peéry Piri (1904–1962) színésznő, író [1-2-352]
- Perczel Zita (1918–1996) színésznő [1-2-352]
- Péter Gábor (1906–1993) politikus [E-853. fülke]
- Péter Rózsa (1905–1977) matematikus, az MTA tagja [20. (Kodály) körönd, Urnaház, 4-es számú fülke]
- Pethes Sándor (1899–1981) színész [25-10-104]
- Pethő Tibor (1918–1996) újságíró [20/1-1-478]
- Peti Sándor (1898–1973) színész [16-1-3]
- Petress Zsuzsa (1928–2001) színésznő [26/2-7-38]
- Petri Lajos (1884–1963) szobrász [60/7-1-103]
- Pilinszky János (1921–1981) költő [22-1-94]
- Pinczési Judit (1947–1982) költő [8/3-1-77/78]
- Plósz Sándor (1846-1925) jogtudós, bíró, egyetemi tanár, országgyűlési képviselő, államtitkár, igazságügyminiszter, az MTA tagja [1/6.(1/C)-1-43/44]
- Póczy Klára (1923–2008) régész, művelődéstörténész [?]
- Póczy Mihály (1895–1963) tervezőmérnök, közlekedésmérnök, feltaláló, egyetemi tanár [1-1-39]
- Polcz Alaine (1922–2007) pszichológus, író [9/B-1-1/2]
- Pongrácz Kálmán (1898–1980) politikus, Budapest polgármestere (1950–58) [47/4-1-51/52]
- Pozsgay Imre (1933–2016) politikus, miniszter, egyetemi tanár
- Pozsgay József (1906–1975) orvos, fül-orr-gégész [35-6-25]
- Prohászka Lajos (1897–1963) neveléstudós, filozófus, az MTA tagja [43/2-1-163]
- Prokopp Sándor (1887–1964) olimpiai bajnok sportlövész [33/2-1-8]
- Psota Irén (1929–2016) színművész, a nemzet színésze [33]
- Puky Endre (1871-1941) író, politikus, külügyminiszter
- Pünkösti Andor (1892–1944) író, rendező [19/1-1-20]
- Püski Sándor (1911–2009) könyvkiadó [6/7-1-80]

## Q
- Quirin Leó (1878–1943) kohómérnök, politikus, országgyűlési képviselő [43-4 sírbolt]

## R

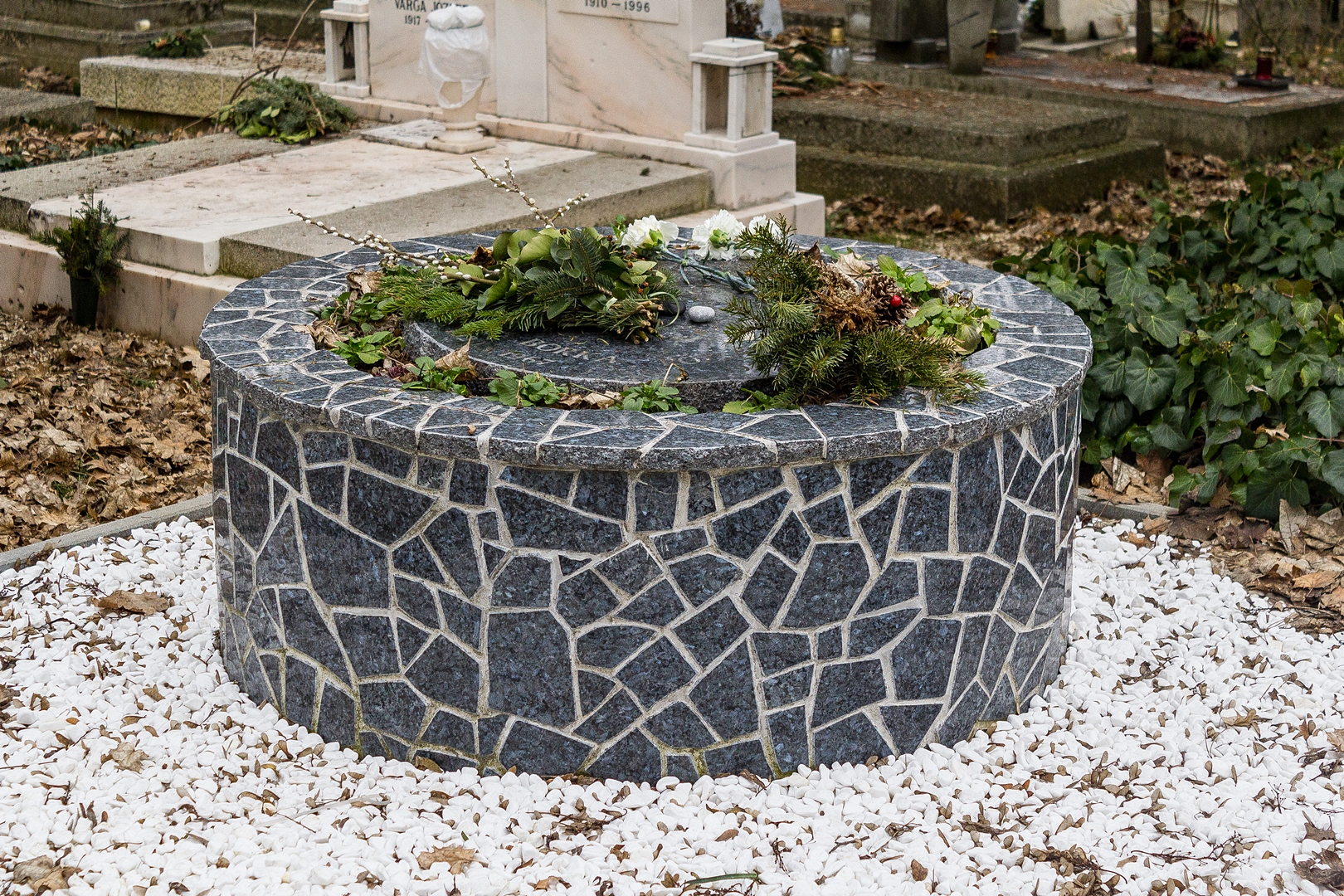
Rózsa György

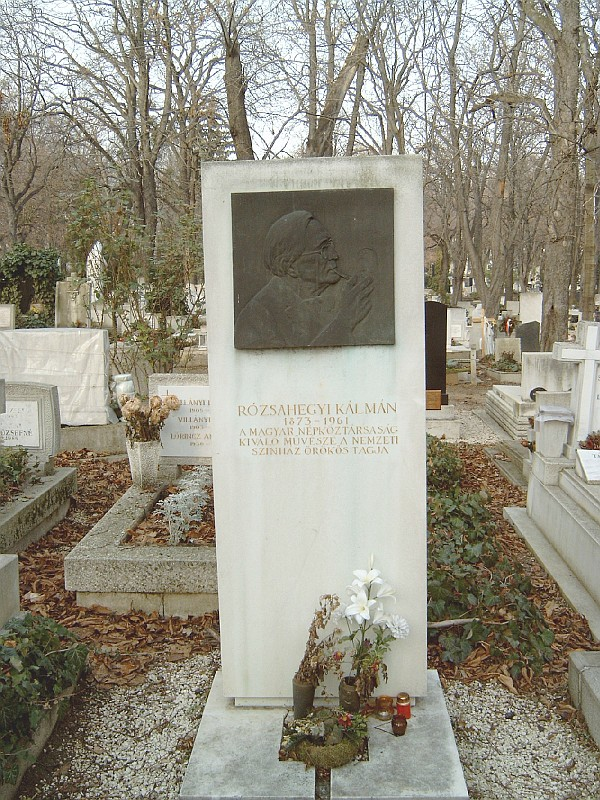
Rózsahegyi Kálmán

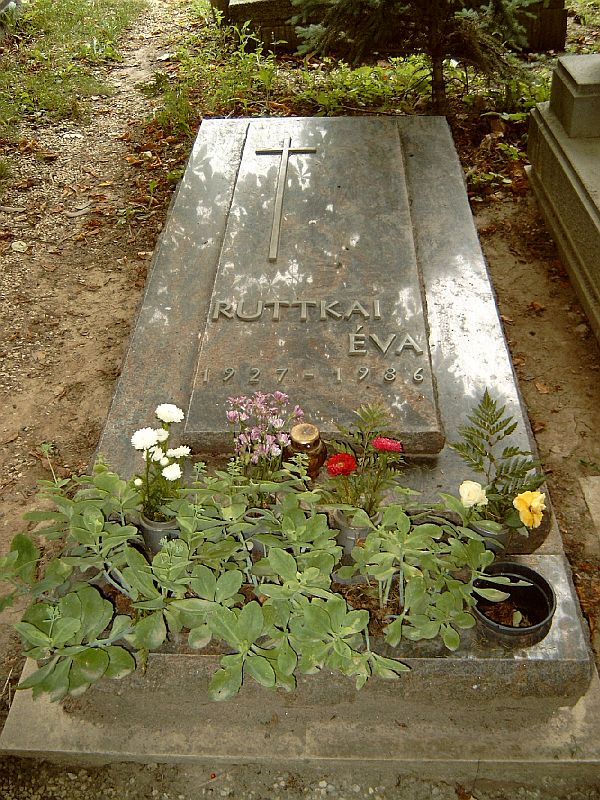
Ruttkai Éva

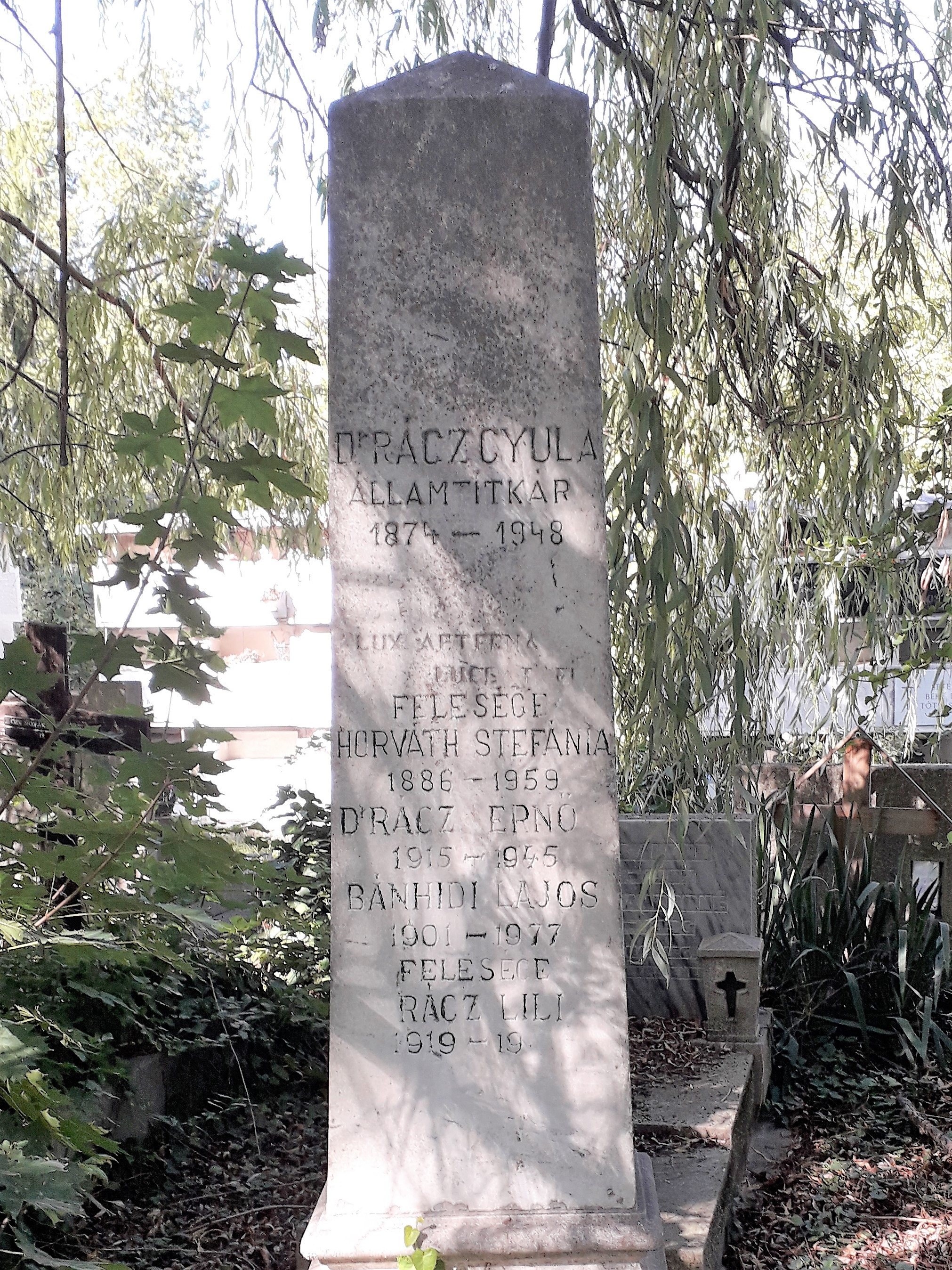
Rácz Gyula

- Rábai Miklós (1921–1974) táncművész, koreográfus [25-1-20]
- Rácz Gyula (1874 – 1948) közgazdasági író, statisztikus, földművelésügyi államtitkár [40-1-73]
- Ráday Imre (1905–1983) színész, rendező [25-7-48]
- Radnai Béla (1891–1962) gyorsíró, esztéta, műgyűjtő [1-103/104]
- Radnai György (1920–1977) operaénekes [6/15-1-140]
- Radó Sándor (1899–1981) geográfus [Torony-215. fülke]
- Radocsay Dénes (1918–1974) művészettörténész, muzeológus, műkritikus [23/1-2-346]
- Rados Gusztáv (1862–1942) matematikus [7/7-1-9/10]
- Rados Kornél (1901–1985) építészmérnök, statikus, egyetemi tanár [612/2-440]
- Radványi Géza (1907–1986) filmrendező [33/5-3-23]
- Raffy Ádám (1898–1961) orvos, író [33/5-3-23]
- Rajnai Gábor (1885–1961) színész [1-1-272]
- Rajz János (1907–1981) színész [25-1-21]
- Rákosi Mátyás (1892–1971) politikus, miniszterelnök (1952–1953) [60-1-191/192]
- Rákosi Viktor (1860–1923) író, újságíró [49/5-1-3]
- Ravasz László (1882–1975) református püspök [6/5-1-10]
- Ranódy László (1919–1983) filmrendező [25-9-18]
- Raskó Magda (1919–1992) opera-énekesnő [25-10-82/1]
- Rátonyi Róbert (1923–1992) színész [25-4-18/1]
- Rédey István (1898–1968) mérnök [18-1-580/581]
- Rédey Tivadar (1885–1953) könyvtáros, színháztörténész, irodalomtörténész, az MTA tagja [21/2-1-78]
- Rehák Rudolf (1899–1969) fogorvos, egyetemi tanár [6/8-1-112]
- Reischl Antal (1916–1978) építészmérnök, urbanista, egyetemi tanár, szakíró [28-1-187/188]
- Reményi Sándor (1915–1980) operaénekes [25-1-51]
- Remenyik Zsigmond (1900–1962) író [610-161. templomi fülke]
- Renner János (1889–1976) geofizikus [6/1-1-72]
- Rényi Alfréd (1921–1970) matematikus [6/1-1-31]
- Réti József (1925–1973) operaénekes [25-10-9/10]
- Révay József, gróf (1902–1945) filozófus, egyetemi tanár, olimpikon [17/2]
- Réz Ádám (1926–1978) műfordító, kritikus [25-1-64]
- Réz Pál (1930–2016) irodalomtörténész, műfordító [25]
- Rideg Sándor (1903–1966) író [7/7-1-76]
- Rigó Magda (1910–1985) opera-énekesnő [39/1-1-27/28]
- Ripka Ferenc (1871–1944) politikus, Budapest főpolgármestere (1925–1932)
- Román György (1903–1981) festőművész [7/8-1-814/815]
- Romhányi Rudolf (1923–1990) színművész [34/3-1-166/167]
- Róna Viktor (1936–1994) táncművész, koreográfus [25-6-57/1]
- Rozgonyi László (1894–1948) festőművész [25-10-98/99]
- Rózsa György (1922–2005) könyvtáros, az ENSZ genfi könyvtárának és az MTA könyvtárának főigazgatója [7/10-7-18]
- Rózsa Miklós (1874–1945) művészeti író, művészettörténész
- Rózsahegyi Kálmán (1873–1961) színész [1-1-271]
- Rozsos István (1922–1963) színész [1-1-262]
- Rudnay Gyula (1878–1957) festőművész [30/2-1-69]
- Rubletzky Géza (1881–1970) szobrász [10/1-1-347]
- Rubovszky György (1944–2017) politikus, országgyűlési képviselő
- Ruttkai Éva (1927–1986) színésznő [25-4-41]
- Rybár István (1886–1971) fizikus [3/2-2-83]

## S

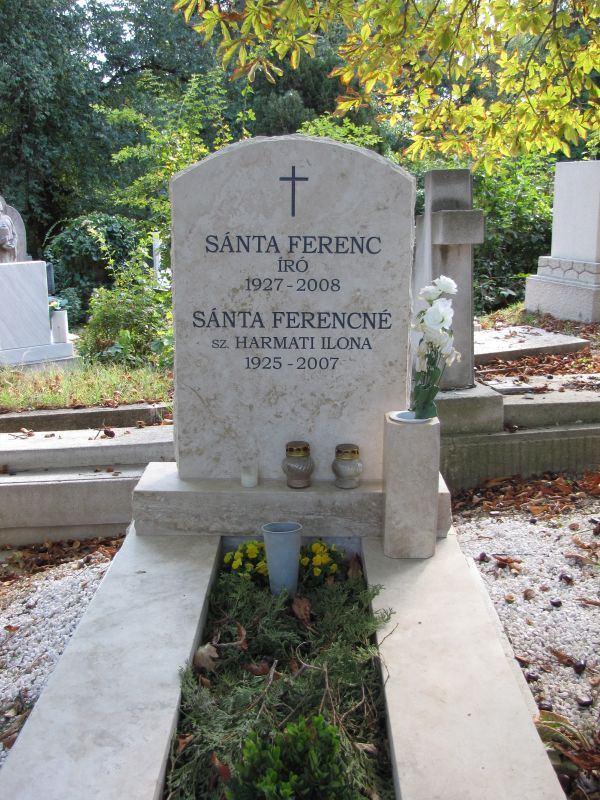
Sánta Ferenc

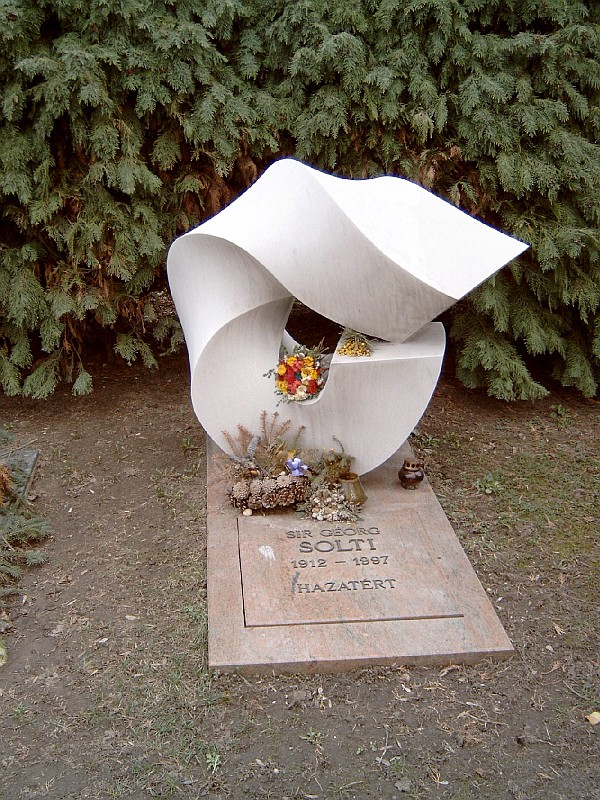
Solti György

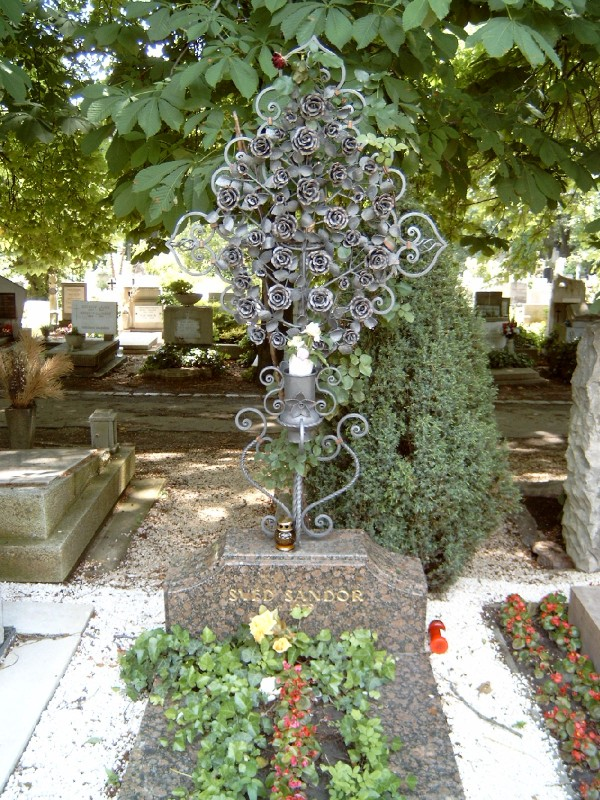
Svéd Sándor

- Sándor Erzsi (1885–1962) opera-énekesnő
- Sándor János (1920–1987) bányamérnök, a Bányászati Tervező Intézet igazgatója [23/1-1-93]
- Sándor Károly (Csikar) (1928–2014) labdarúgó, az Aranycsapat tagja
- Sándy Gyula (1868–1953) építészmérnök, szakíró, egyetemi tanár [19/2-2-19/20]
- Sánta Ferenc (1927–2008) író [5/4-1-38]
- Sárdy János (1907–1969) operaénekes [25/1-1-4/5]
- Sárosi Katalin (1930–2000) táncdalénekesnő [24/3-1-12]
- Sas Elemér (1930–1998) fizikus [7/4-1-69]
- Sávoly Pál (1893–1968) mérnök, statikus [Torony-313. fülke]
- Schay Géza (1900–1991) fizikus, kémikus, egyetemi tanár [26/2-1-25]
- Scher Tibor (1912–1975) ókortörténész, orientalista, könyvtáros, művelődéstörténész, egyetemi tanár [26/1-10-29/30]
- Schiffer Ferenc (1944–1982) újságíró, közíró [21/2-1-149]
- Schiffer Pál (1939–2001) filmrendező, producer, forgatókönyvíró [60/1-főút-16]
- Schlosser Imre (1889–1959) labdarúgó, edző [8/2-1-218]
- Schubert Éva (1931–2017) színésznő [25]
- Schütz Ila (1944–2002) színésznő [25-4-45]
- Selényi Etelka (1925-1974) színművész, költő [27-2/IV/1/80]
- Selmeczi Roland (1969–2008) színész [25-2-53]
- Semsey Andor (1833–1923) természetbúvár [10/1-1-60/61]
- Sennyei Vera (1915–1962) színésznő [41-1-38]
- Seregi László (1929–2012) Kossuth-díjas táncos, koreográfus [25-10-93]
- Sidó Ferenc (1923–1998) asztaliteniszező [60/2-főút-4.]
- Simándy József (1916–1997) operaénekes [25-7-3/1]
- Simon Tibor (1965–2002) labdarúgó [1-1-509]
- Simon Zsuzsa (1910–1996) színésznő, rendező, tanár [611-Beloter-411]
- Simonyi Károly (1916–2001) mérnök, fizikus [8/2-1-155]
- Simonyi Mária (1888–1958) színésznő [8/2-1-155]
- Simonyi-Semadam Sándor (1864–1946) politikus, miniszterelnök (1920) [Hv27-1-58]
- Simor Erzsi (1913–1977) színésznő [37/2-1-42]
- Sinka István (1897–1969) költő [6/7-1-81]
- Sipos Gyula (parancsnok) (1872-1959) altábornagy, 1915-től 1918-ig a székesfehérvári 17. honvéd gyalogezred parancsnoka. (22/1-0-1-39) Védett sír. 2013.
- Solti György (1912–1997) karmester, zongorista [60/1-főút-8.]
- Solti Károly (1910–1990) nótaénekes [25-10-28/1]
- Solymosi Norbert (1920–1980) labdarúgó, kosárlabdázó [8/2-1-218]
- Sólyom Janka (1902–1972) énekesnő [22/1]
- Sólyom László (1908–1950) katona, altábornagy [30/2-1-94]
- Som Lajos (1947–2017) zenész, basszusgitáros
- Somogyvári Pál (1924–1994) színész [19/1-2-49]
- Somogyvári Rudolf (1916–1976) színész [25-1-31]
- Soó Rezső (1903–1980) botanikus, az MTA tagja [7/6-1-65]
- Sós Júlia (1923-1968) szociológus, tanár [18/0/1/61]
- Soós Imre (1930–1957) színész [37/3-1-27/28]
- Straub F. Brunó (1914–1996) biokémikus, az MTA tagja [2/3-1-161/162]
- Sugár Rezső (1919–1988) zeneszerző, tanár [2/6-1-1/2]
- Suka Sándor (1921–1993) színész [25-6-13/1]
- Sulyok Mária (1908–1987) színésznő [1-1-142/143]
- Süss Nándor (1848–1921) mechanikus, Magyar Optikai Művek megalapítója [6/5-1-161]
- Svéd Sándor (1906–1979) operaénekes [25-1-58]

## Sz

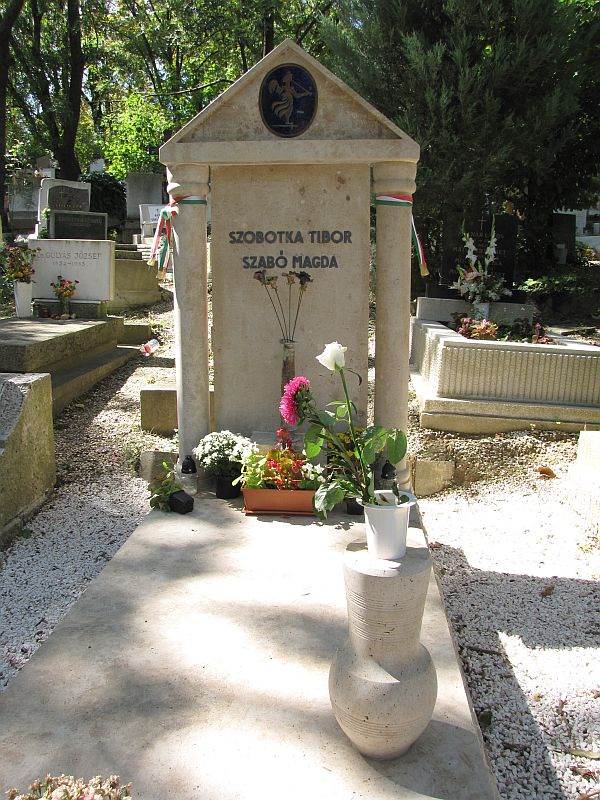
Szabó Magda és Szobotka Tibor

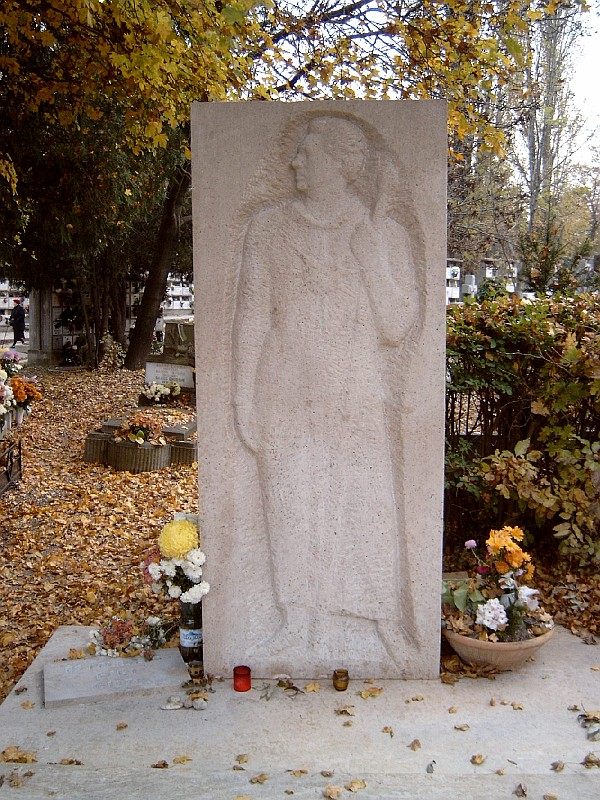
Székely Mihály

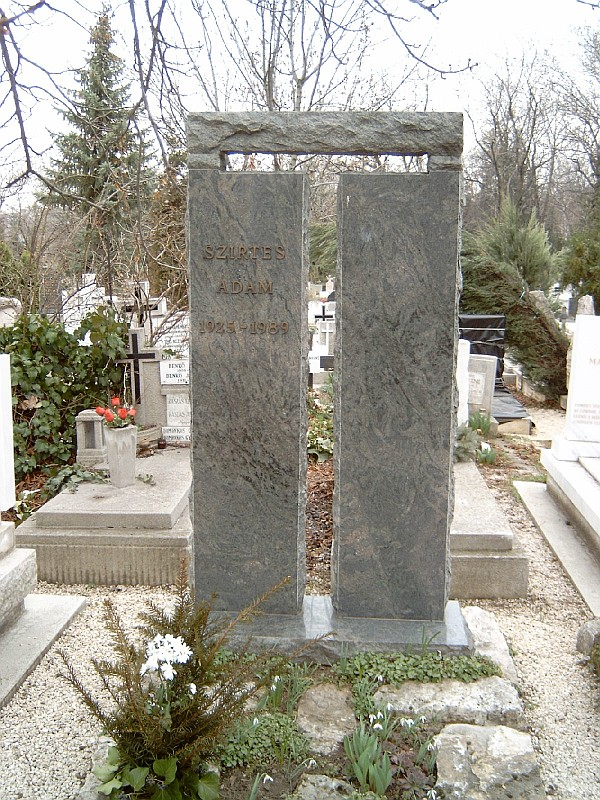
Szirtes Ádám

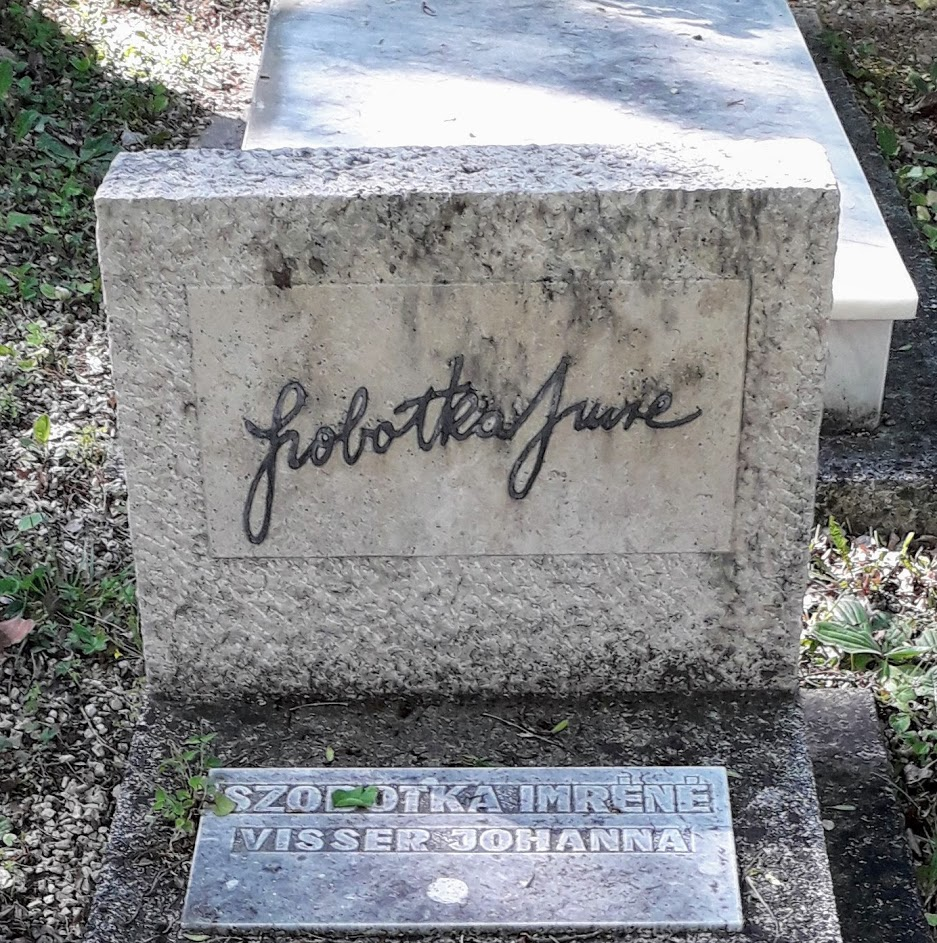
Szobotka Imre

- Szabady Veronika (1933–2000) keramikus, szobrász [1/9-1-158]
- Szablya-Frischauf Ferenc (1876–1962) festő [28-1-9]
- Szabó Gábor (1936–1982) zeneszerző, dzsesszgitáros [36/2-1-22]
- Szabó Gyula (1930–2014) színész [24/2-1-2]
- Szabó Magda (1917–2007) író [21/1-1-13]
- Szabó Sándor (1915–1997) színész [28-1-195/196]
- Szabolcsi Bence (1899–1973) zenetörténész [6/1-1-51]
- Szakasits Árpád (1888–1965) újságíró, politikus, köztársasági elnök (1948–1949) [12/1-413.fülke]
- Szalkay Jenő (1890-1961) építészmérnök [606-130 fülke]
- Szántó Piroska (1913–1998) festő [31-3-74]
- Száraz György (1930–1987) író, esszéista, színműíró [2-1-29/30]
- Szász Béla (1868–1938) jogász, költő, műfordító [7/6-1-93]
- Szász-Coburg-Gothai Edith hercegné (1913–1997) Szászország hercegnéje [Bürök-70-290]
- Szathmári Sándor (1897–1974) gépészmérnök, író [32/1-1-sarok]
- Szatmári István (1925–1988) színész [2/8-1-138]
- Szávay Gyula (1861–1935) költő [7/6-1-17]
- Széchenyi Zsigmond (1898–1967) vadász, író [21/1-1-69/70]
- Szécsényi-Nagy Gábor (1948–2012) csillagász
- Széchy Tamás (1931–2004) úszóedző [28]
- Szécsi Margit (1928–1990) költő [25-1-34]
- Szécsi Pál (1944–1974) táncdalénekes [25-3-62]
- Székely Éva (1927–2020) olimpiai bajnok úszó, a nemzet sportolója
- Szekfű Gyula (1883–1955) történész, publicista [20. körönd-1-31/32]
- Szellay Alice (1918–1990) színésznő [31-4-79]
- Szemere Vera (1923–1995) színésznő [25-1-59]
- Szendrey-Karper László (1932–1991) gitáros [25-1-72]
- Szendrő József (1914–1971) színész, rendező [11/2-1-87]
- Szentágothai János (1912–1994) anatómus, az MTA elnöke [6/2-1-111/112]
- Szentgyörgyi Dezső, vitéz (1915–1971) vadászpilóta [11-1-364]
- Szentkuthy Miklós (1908–1988) író [58-1-17]
- Szentmártony Tibor (1895–1965) matematikus, egyetemi tanár [33/3-2-31]
- Szepes Béla (1903–1986) olimpiai ezüstérmes gerelyhajító [60/14-48]
- Szepes Mária (1908–2007) író [60/14-48]
- Szepesi György (1922–2018) sportkommentátor, újságíró, sportvezető
- Szerb János (1951–1988) tibetológus, orientalista, költő, performer [2/8-1-41]
- Szervátiusz Jenő (1903–1983) szobrász [24/3-1-8]
- Szilágyi Bea (1908–1994) színésznő [25-1-84/85]
- Szilvássy Margit (1910–1988) operaénekes, érdemes művész [6/A–1–155]
- Szirtes Ádám (1925–1989) színész [31-1-96]
- Szívós István (1920–1992) olimpiai bajnok vízilabdázó [60/2-főút-5.]
- Szívós István (1948–2019) olimpiai bajnok vízilabdázó
- Szobotka Imre (1890-1961) festőművész, grafikus [1/7. (1/D.)-1-46.]
- Szobotka Tibor (1913–1982) író [21/1-1-13]
- Szölgyémy Ferenc (1857-1933) magyar-latin szakos gimnáziumi tanár, gimnázium igazgató, nevelőintézet kormányzó, műfordító [40. parcella 1-124/125]
- Szőgyényi József (1932–2007) jogász
- Szőnyi Erzsébet (1924–2019) zeneszerző, karvezető, zenepedagógus, a nemzet művésze
- Szőts István (1912–1998) filmrendező
- Sztankay István (1936–2014) színész, a nemzet színésze [25/IV-1-43]
- Sztehlo Gábor (1909–1974) evangélikus lelkész
- Sztehló Lili (1897–1959) festő, iparművész [1-1-519/520]

## T

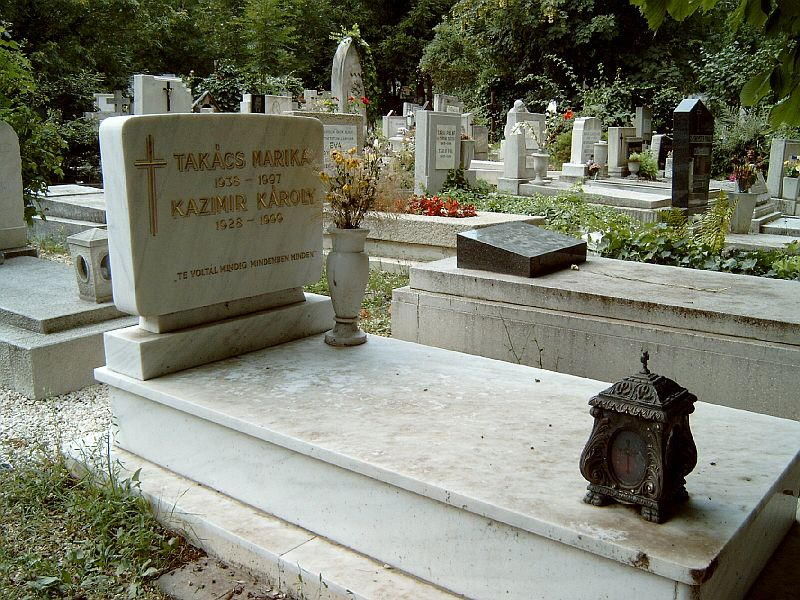
Takács Marika

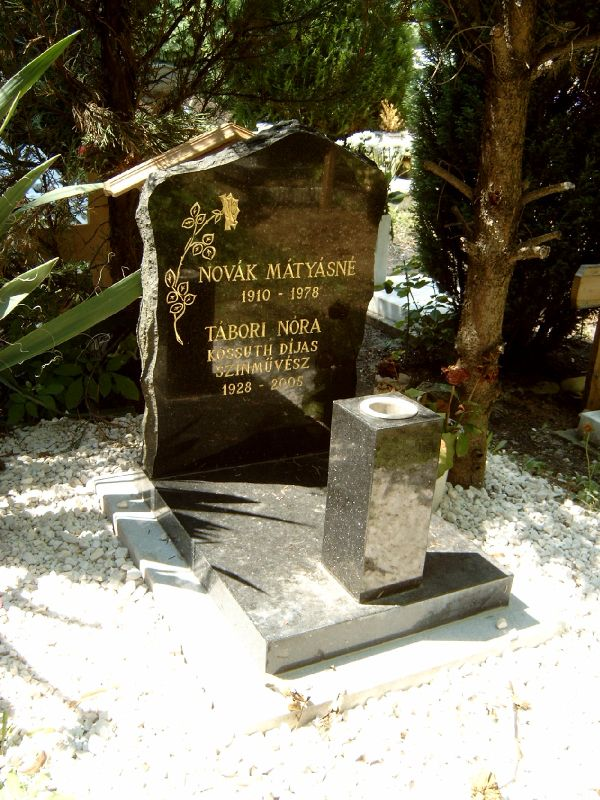
Tábori Nóra

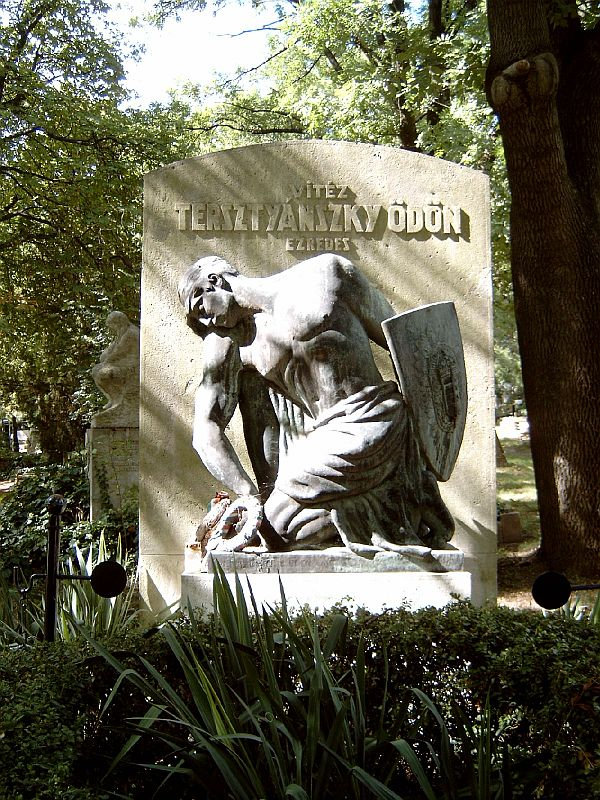
Tersztyánszky Ödön

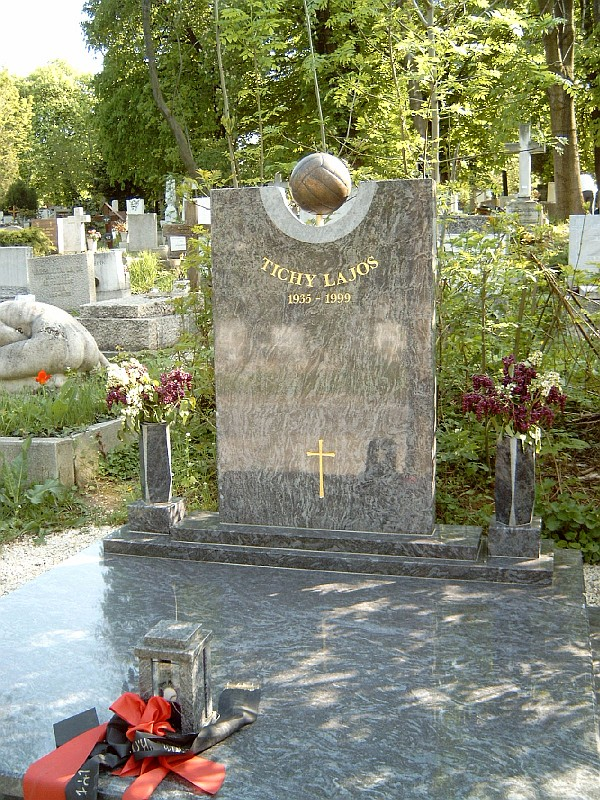
Tichy Lajos

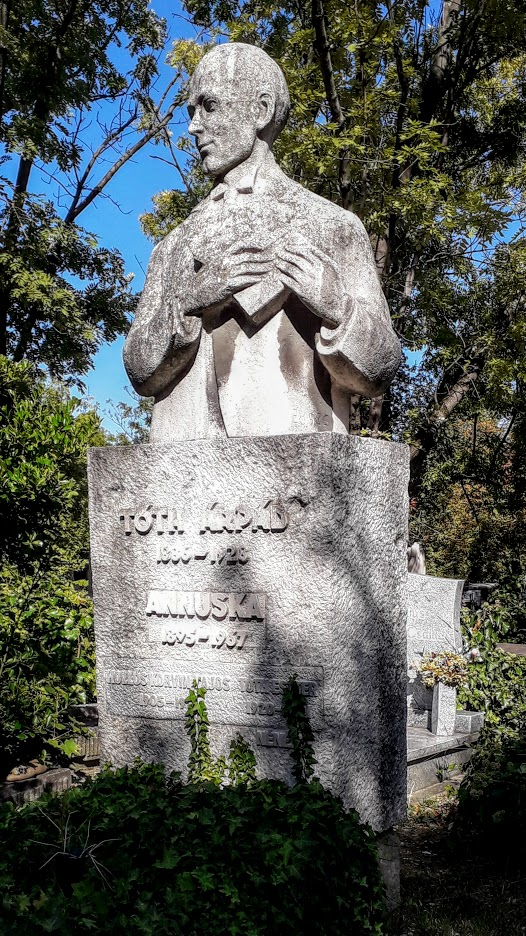
Tóth Árpád (költő)

- Tabányi Mihály (1921–2019) harmonikaművész
- Tábori Nóra (1928–2005) színész [60/8-1-568]
- Tahi Tóth László (1944–2018) színész [24/5-1-12]
- Takách-Tolvay József (1876–1945) királyi altábornagy [19/1-1-45/46]
- Takács Marika (1938–1997) bemondónő [2-2-106]
- Tallián Ferenc (1901–1978) földrajztudós, térképész [23/1-2-365]
- Tamási Lajos (1923–1992) költő [7/5-1-25]
- Tamássy Zdenkó (1921–1987) zeneszerző [25/1-2-56]
- Tamásy Árpád (1861–1939) honvéd táborszernagy [6/5-1-17]
- Tamkó Sirató Károly (1905–1980) költő [5/4-1-76]
- Tangl Ferenc (1866–1917) fiziológus, orvos [II/79]
- Tar István (1910–1971) szobrász [11/1-1-353]
- Tardos Béla (1910–1966) zeneszerző [39-1-52]
- Telcs Ede (1872–1948) szobrász [19/1-1-234/235]
- Telekes Béla (1873–1960) költő, műfordító [19/2-2-11/12]
- Temessy Hédi (1925–2001) színésznő [11/1-1-86]
- Tersánszky Józsi Jenő (1888–1969) író [Hv802-670. fülke]
- Tersztyánszky Ödön (1890–1929) olimpiai bajnok vívó [33/1-1-112]
- Terták Elemér (1918–1999) műkorcsolyázó, sportvezető [30/3-1-3]
- Térey János (1970–2019) író, költő, drámaíró, műfordító
- Thamm István (1894–1966) gépészmérnök [15-1-373]
- Theiss Ede (1899-1979) statisztikus, egyetemi tanár, akadémikus. [41/1-92/93] Nemzeti sírkert. Védett. 2004.
- Tichy Lajos (1935–1999) labdarúgó [19/1-1-61/62]
- Tildy Zoltán (1889–1961) református lelkész, politikus, miniszterelnök (1945–1946), köztársasági elnök (1946–1948) [49/7-2-6]
- Timár Béla (1947–1989) színész, rendező [2/8-1-169]
- Timár József (1902–1960) színész [8/3-1-13/14]
- Tkálecz Vilmos (Tarcsay Vilmos néven) (1894-1950), a Vendvidéki Köztársaság alapítója
- Toldi Géza (1909–1985) labdarúgó
- Tolnay Klári (1914–1998) színész [1-1-505/506]
- Tompa Sándor (1903–1969) színész [20/2-1-275]
- Tompos Kátya (1983–2024) színésznő, énekesnő [31-1-99]
- Tomsits Rudolf (1946–2003) trombitaművész, zeneszerző [25-4-54]
- Tordasi Ildikó (1951–2015) olimpiai bajnok (1976) vívónő [935-ös urnafal]
- Tordy Géza (1938-2024) a Nemzet Színésze [25-3-41/42]
- Tormay Cécile (1875–1937) írónő, műfordító [620 (50)-362. fülke]
- Torgyán József (1932–2017) ügyvéd, politikus, miniszter [33-1/0/1/23]
- Amerigo Tot (1909–1984) szobrász [1-1-585/586]
- Tóth Árpád (1886–1928) költő [6/1-1-26]
- Tóth Böske (1896–1979) színésznő, sanzonénekes [23/1-3-1402]
- Tóth Eszter (1920–2001) költő [42-1-12]
- Tóth László (1920–1978) pedagógus, szakíró [23/2-1-114]
- Tóth-Tahi Máté (1958–2013) színész [19/3-5-8]
- Tőkés Anna (1903–1966) színésznő [1-1-447/448]
- Turay Ida (1908–1997) színész [8/1-1-268]

## U, Ú

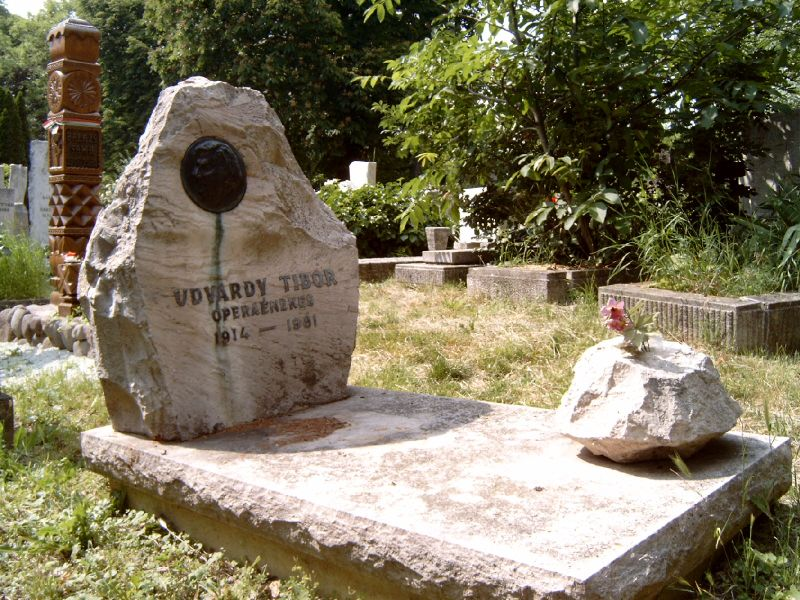
Udvardy Tibor

- Udvardy Tibor (1914–1981) operaénekes [25-6-68]
- Ugrin Gábor (1932–2013) Bartók Konzervatóriumi és Zeneakadémiai tanár, tankönyvíró, karnagy [22-es parcella]
- Ujlaky László (1914–1994) Farkas–Ratkó-díjas színész, Érdemes művész [31-4-53]
- Ifj. Ujlaky László (1942-2018) Jászai Mari-díjas színművész [31-4-53]
- Upor Tibor (1904–1960) díszlettervező [22-1-72]
- Uray Tivadar (1895–1962) színész [1-1-265]
- Utassy Loránd (1897–1974) ezredes, okleveles közgazda

## V

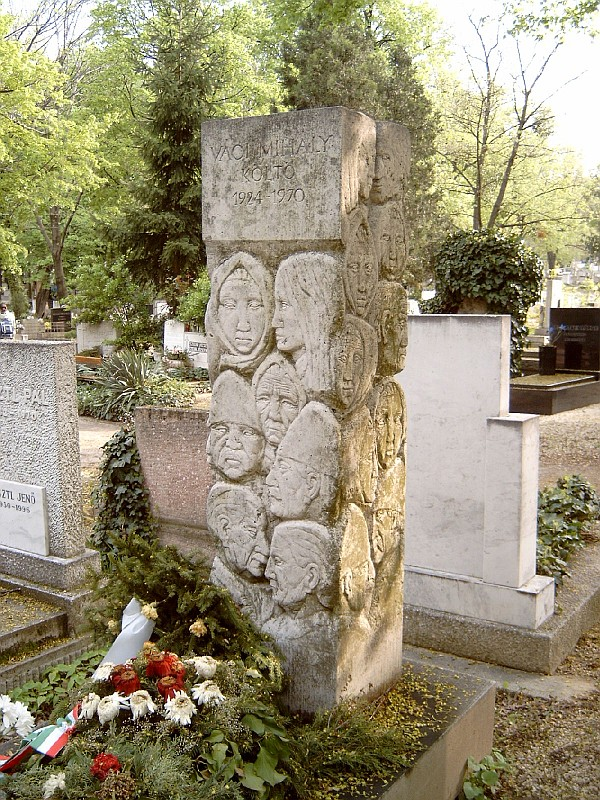
Váci Mihály

- Váci Mihály (1924–1970) költő [6/3-1-70]
- Vadas Ernő (1899–1962) fotográfus [46/6-1-18]
- Vajda László (1921–1977) magyar bajnok ökölvívó [35/1-1-5]
- Vallai Péter (1946-2012) színész [34/3-1-209]
- Vámos Ferencné (Kolonits Margit) (1916-1978) Világ Igaza
- Vámos László (1928–1996) rendező [25-4-7]
- Vándor József (1897–1955) vegyészmérnök [3/1-2-54]
- Vándor Kálmán (1922–2016) sportriporter, dalszövegíró
- Varga Nándor Lajos (1895-1978) grafikus, festő, művészeti szakíró [25-1-71]
- Várkonyi Zoltán (1912–1979) színész, rendező [25-1-59]
- Varsányi István (1913-1981) lengyel nyelv tanára
- Vásárhelyi Boldizsár (mérnök) (1899-1963) mérnök, egyetemi tanár, hazai autópályája hálózat atya
- Vásárhelyi Zoltán (1900–1977) hegedűs [25-1-74]
- Vas István (1910–1991) költő [31-3-74]
- Vass Éva (1933–2019) színész [26/2-8-41/42]
- Vasvári Ferenc (1904–1985) gépészmérnök, egyetemi tanár [9/1-1-176/177]
- Vaszkó Erzsébet (1902–1986) festő [24/2-1-17]
- Vaszkó Mihály (1920–1970) pszichológus, pedagógus, neveléstörténész, egyetemi tanár, szakíró [20/2-1-660]
- Vathy Zsuzsa (1940–2017) író, újságíró, szerkesztő
- Verbőczy Antal (1948–1982) költő [60/4-1-17]
- Végh Antal (1933–2000) író [8/2-2-13]
- Vészi Endre (1916–1987) költő [21/4-1-57]
- Vikár Béla (1859–1945) etnográfus [6/-1-56]
- Vilmon Gyula (1897–1966) higienista, egyetemi tanár, tisztiorvos, egészségügyi miniszterhelyettes [33/4-1-58]
- Vilt Tibor (1905–1983) szobrász [25-9-15]
- Viski János (1906–1961) zeneszerző [1/1-1-16]
- Vogel Eric (1907–1996) díszlettervező, jelmeztervező, festő [25-10-82]

## W

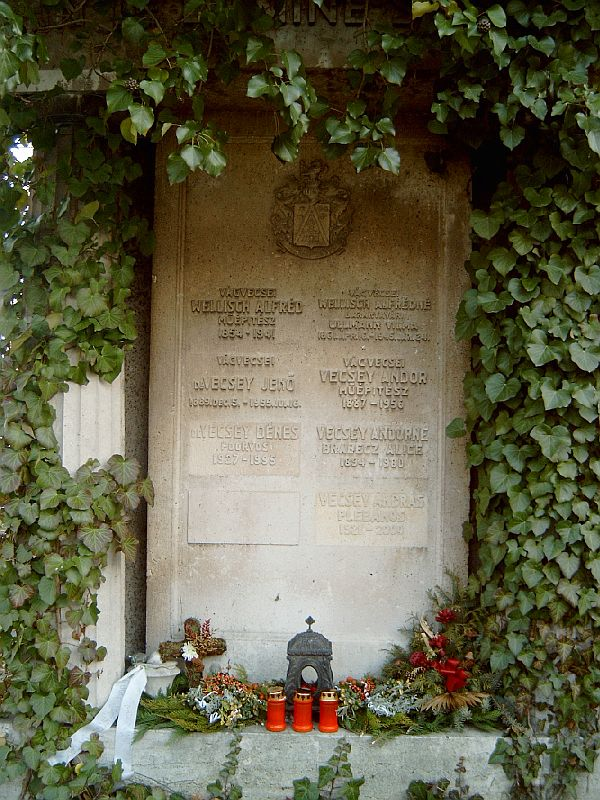
Wellisch Alfréd

- Wachtel Dávid (1807–1872) orvos, egyetemi tanár [2/2-1-109]
- Walter Rózsi (1901–1974) opera-énekesnő, táncművész [501-26]
- Wellisch Alfréd (1854–1941) építész [43-1 sírbolt]
- Weöres Sándor (1913–1989) költő, író [9/1-1-182/184]
- Wessel Flóra (1886–1976) kémikus, gyógyszerész [601-1861]
- Wichmann Tamás (1948–2020) kilencszeres világbajnok és kétszeres olimpiai ezüstérmes kenus
- Wilcsek Jenő (1898–1984) közgazdász, egyetemi tanár [24/1-1-8]
- Winchkler István (1890–1940) jogász, diplomata, politikus, országgyűlési képviselő, kormánybiztos [6/5-1-5]

## X
- Xantus Gyula (1919–1993) festő, pedagógus, egyetemi és főiskolai tanár [939-2-25]

## Z

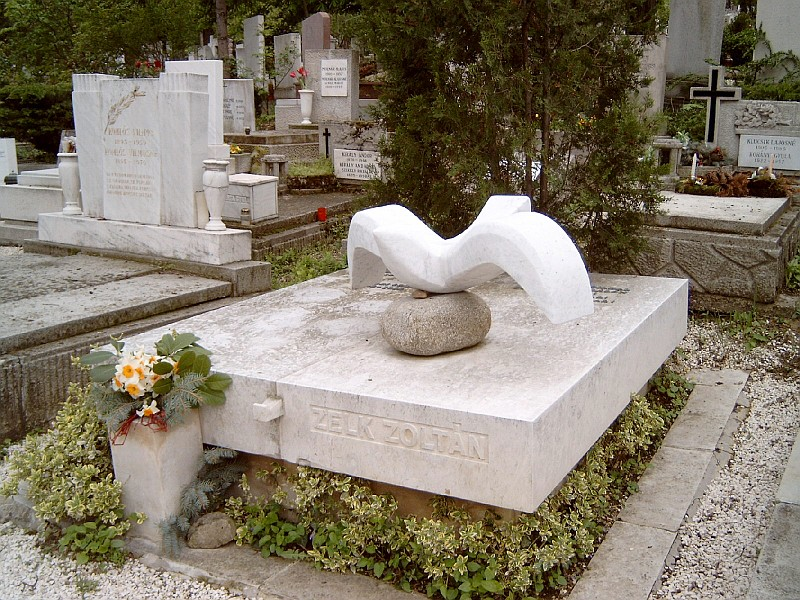
Zelk Zoltán

- Zakariás József (1924–1971) labdarúgó, az Aranycsapat tagja
- Zámor Ferenc (1877–1960) gépészmérnök, tervezőmérnök [21/2-1-78]
- Zárday Imre (1902–1968) belgyógyász, kardiológus, egyetemi tanár [15-1-75/76]
- Zelk Zoltán (1906–1981) költő [22-1-77/78]
- Zenthe Ferenc (1920–2006) színész [43-0-50]
- Zigány Ferenc (1895–1975) matematikus, egyetemi tanár [26/2-7-29]
- Zilahi Márton (1905–1994) textilmérnök, gépészmérnök [35-2-76]
- Zimányi József (1931–2006) fizikus [26/2-5-2]
- Zipernowsky Károly (1853–1942) mérnök [Érdi-46]
- Zöldy Emil (1913-1982) építészmérnök [60/3 3-14]

## Zs
- Zsák Károly (1895–1944) labdarúgó, kapus [10/1-1-164]
- Zsák Zoltán (1880–1966) botanikus, mezőgazdász [610-193]
- Zsámboki Zoltán (1923–1989) műfordító, író, mesegyűjtő [2/7-5-9]
- Zsitnik Béla (1924–2019) olimpiai bronzérmes evezős, sportvezető
- Zsoldos Imre (1919–1985) trombitaművész, zenekarvezető [24/3-1-12]